# Metropolitano do Rio de Janeiro
O Metrô do Rio de Janeiro, também conhecido pela marca MetrôRio, é um sistema de transporte público sobre trilhos do estado do Rio de Janeiro que opera integralmente dentro dos limites da cidade do Rio de Janeiro. Inaugurado em 1979, conta hoje com 41 estações e aproximadamente 57 quilômetros de extensão, distribuídos em 3 linhas (1, 2 e 4), e com movimento médio de cerca de 660 mil passageiros em dias úteis. O sistema é o quarto maior em extensão e o terceiro maior em movimento entre os sistemas metroferroviários em operação no Brasil, atrás apenas dos sistemas de trem metropolitano e metrô da Região Metropolitana de São Paulo.
O Metrô é um dos quatro sistemas de transporte público ferroviário existentes na região metropolitana do Rio de Janeiro — os outros são os Trens Urbanos, o VLT Carioca e o Bonde de Santa Teresa. Apesar de ter quantidade de estações (41 contra 102) e extensão (57km contra 270 km) muito menores que os trens, o Metrô é o sistema ferroviário com a maior média diária de passageiros no Rio de Janeiro (660 mil contra 312 mil).
Além de importante papel no transporte diário de passageiros, principalmente na região central da cidade do Rio de Janeiro, o Metrô também tem atuação relevante nos dois maiores eventos anuais da cidade, com operação especial durante a madrugada após o Réveillon de Copacabana e funcionamento 24 horas durante o Carnaval.
A última expansão do sistema ocorreu em 2016, com a inauguração de 5 estações e 8 quilômetros de trilhos da linha 4. Há uma estação em construção, com as obras atualmente suspensas. Apesar de diversos projetos e estudos, não há hoje previsão de expansão do sistema a curto prazo.
O sistema, de propriedade do estado do Rio de Janeiro, é operado por uma empresa privada, a MetrôRio, desde 1998. A concessão, inicialmente de 20 anos, foi estendida por mais vinte, terminando portanto em 2038. A MetrôRio é controlada pela Invepar, que por sua vez é controlada pela construtora OAS, por um fundo de investimento do Banco do Brasil e por fundos de pensão da Caixa Econômica Federal e da Petrobras.

## História

### Antecedentes
O primeiro projeto para o metrô carioca que se conhece foi concebido no início da década de 1930, por uma comissão especial criada para analisar a situação dos transportes coletivos no então Distrito Federal.
Em um breve artigo de quatro páginas publicado na primeira edição da Revista Municipal de Engenharia, em julho de 1932, a comissão mostra como a eletrificação das linhas de bonde permitiu um grande crescimento populacional em regiões mais afastadas da área central da cidade, e como o próprio sistema de bondes já não dava conta de transportar tanta gente.
Para sanar o problema, a comissão propõe a construção de uma linha principal de metrô, com 20 estações, ligando Botafogo ao Maracanã e passando pelo Centro, num trajeto bastante parecido com a atual Linha 1.
Outros projetos surgiram nas décadas seguintes, como o Plano Metroviário da Cia. Carris de Bondes – Light em 1947.

### CEPE-2
Em outubro de 1966 o governador Negrão de Lima criou a Comissão Executiva de Projetos Específicos (CEPE-2) – Comissão Executiva do Metropolitano do Rio de Janeiro. Ligada à Secretaria de Governo da Guanabara e presidida pelo General Milton Gonçalves (mais tarde presidente da Rede Ferroviária Federal), tinha o objetivo de subsidiar tecnicamente o estado da Guanabara na elaboração do projeto e construção do metrô do Rio de Janeiro.
A CEPE-2 publicou um edital de concorrência internacional para a elaboração dos estudos de viabilidade técnica e econômica do metrô do Rio de Janeiro. Apresentaram-se para a concorrência 17 consórcios (totalizando 101 empresas) e uma empresa com proposta individual.
Em 11 de maio de 1967 foram qualificados os quatro melhores consórcios:
| Consórcios e empresas que se apresentaram na pré-qualificação | Consórcios e empresas que se apresentaram na pré-qualificação | Consórcios e empresas que se apresentaram na pré-qualificação | Consórcios e empresas que se apresentaram na pré-qualificação |
| Consórcio                                                     | Empresas | Avaliação da CEPE-2 (0% a 100%)                               |                                                               |
| ------------------------------------------------------------- | --- | ------------------------------------------------------------- | ------------------------------------------------------------- |
| N/D                                                           | Brasconsult Consultec Companhia Internacional de Engenharia | 85,18%                                                        |                                                               |
| N/D                                                           | Companhia Construtora Nacional (CCN) Hochtief DeConsult | 64,29%                                                        |                                                               |
| Trans-Rio                                                     | Serete S/A Tecnosolo S/A Henrique E. Mindlin Arquitetos Associados Kaiser Engineers International Daniel, Mann, Johnson & Mendenhall Alan M. Voorhees & Associates Coverdale & Colpitts | 94,50%                                                        |                                                               |
| Companhia de Execução do Metrô (CEM)                          | Escritório Brasileiro de Estudos e Projetos Hidroservice S/A Escritório de Engenharia Antônio Alves de Noronha Sofretu SGTE                                                             | 72,01%                                                        |                                                               |

Dias antes da escolha, o Consórcio Trans-Rio (melhor qualificado) anunciou a desistência da concorrência por não concordar com a forma de trabalho proposta pela CEPE-2. O Consórcio Brasconsult entregou sua proposta e uma “carta de princípios” que deveria ser adotada pela CEPE-2 ou então o consórcio iria se retirar da concorrência. Com a recusa da CEPE-2 em adotar a carta de princípios, o consórcio Brasconsult se retirou da concorrência.
Restaram apenas os consórcios CEM e o liderado pela CCN. Mesmo tendo obtido a pior avaliação entre os quatro primeiros e oferecendo preço maior, foi escolhido o consórcio alemão-brasileiro CCN – Hochtief – DeConsult.
| Propostas                            | Propostas | Propostas           | Propostas         |
| Consórcio                            | Empresas | Avaliação da CEPE-2 | Valor da proposta |
| ------------------------------------ | --- | ------------------- | ----------------- |
| Companhia de Execução do Metrô (CEM) | Escritório Brasileiro de Estudos e Projetos Hidroservice S/A Escritório de Engenharia Antônio Alves de Noronha Sofretu SGTE | 72,01%              | NCr$ 4.513.971,00 |
| N/D                                  | Companhia Construtora Nacional (CCN) Hochtief DeConsult                                                                     | 64,29%              | NCr$ 5.686.000,00 |

Surgiram críticas na imprensa contra a escolha do consórcio alemão, principalmente por conta da participação da CCN no consórcio. A CCN se qualificou como empresa de construção e não de projetos, era uma antiga filial de uma empresa alemã (Wayss & Freytag) que foi "nacionalizada" e se encontrava em estado pré-falimentar.
As empresas alemãs do consórcio (Hochtief e DeConsult) haviam vencido na mesma época um contrato semelhante para o projeto do Metrô de São Paulo. Mais tarde a Hochtief tentou se associar na construção do metrô paulista, porém os bancos de fomento que financiavam a obra não permitiam que uma empresa projetasse, fiscalizasse e construísse a mesma obra. Como a Hochtief foi contratada para projetar e fiscalizar o projeto, acabou proibida de atuar na construção do metrô.
O General Milton Gonçalves, presidente da CEPE-2, admitiu mais tarde que a escolha do Consórcio do Metrô do Rio foi influenciada pela escolha do Metrô de São Paulo, permitindo assim a unificação de bitolas, projetos e materiais entre os dois projetos.

### Projeto CCN – Hochtief – DeConsult

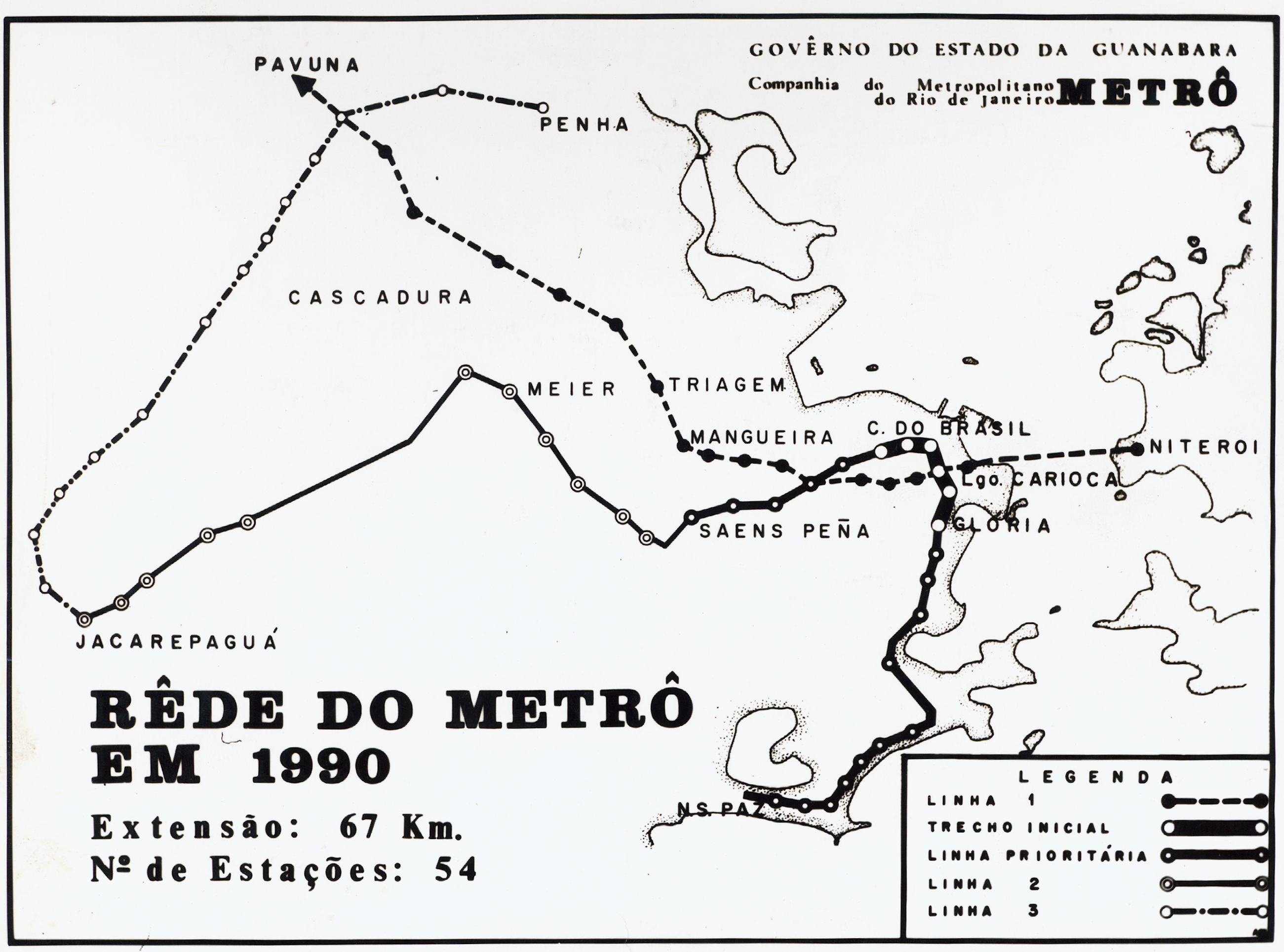
Mapa elaborado pelo Consórcio CCN – Hochtief – DeConsult com a previsão da Rede do Metrô do Rio de Janeiro em 1990.

O governo da Guanabara assinou o contrato com o Consórcio CCN-Hochtief – DeConsult em 1968 e exigiu a entrega de projetos para a construção de um trecho de 10 quilômetros iniciais de metrô a serem abertos em 1971 e o projeto da rede restante. O prazo para a entrega dos estudos era de 240 dias. Com a desvalorização do Cruzeiro, o custo do projeto disparou e fez com que o estado da Guanabara tivesse um prejuízo de 2 milhões de cruzeiros novos.
O Consórcio apresentou em dezembro de 1968 o projeto de duas linhas:
| Linha | Extensão (km) | Terminais             |
| ----- | ------------- | --------------------- |
| 1     | 37,0          | Ipanema – Jacarepaguá |
| 2     | 30,0          | Pavuna – Niterói      |
| Total | 67 km         | -                     |

O projeto do Consórcio previa um custo de 725 milhões de dólares para a implantação da rede de 67 quilômetros. Comparado com o projeto do Metrô de São Paulo (elaborado pelas mesmas empresas alemãs), o projeto do Metrô do Rio de Janeiro era um pouco maior e mais barato:
| Sistema        | Consórcio                   | Extensão | Custo/km        | Custo total     |
| -------------- | --------------------------- | -------- | --------------- | --------------- |
| Rio de Janeiro | CCN Hochtief DeConsult      | 67 km    | US$ 10,8 milhão | US$ 725 milhões |
| São Paulo      | Hochtief Montreal DeConsult | 66,2 km  | US$ 14 milhões  | US$ 929 milhões |

Ao mesmo tempo o governo da Guanabara sancionou o projeto de lei 1736/1968 criando a Companhia do Metropolitano do Rio de Janeiro. Apresentado na Assembleia Legislativa da Guanabara, o projeto foi discutido e teve onze emendas propostas. Porém por não ter sido votado em quarenta dias, foi aprovado automaticamente com todas as emendas rejeitadas por decurso de prazo. Deputados de oposição criticaram o prazo considerado exíguo para a discussão do projeto.
Durante a discussão do projeto, os deputados lembraram que era a segunda vez que o estado da Guanabara criava a empresa. Em 1956 foi constituída a Companhia do Metropolitano do Rio de Janeiro pelo governo Negrão de Lima. Para levantar os fundos necessários para a construção do metrô, a nova empresa emitiu ações, levantando 130 milhões de cruzeiros entre a população do estado. Como a empresa não conseguiu iniciar as obras, cinco anos depois iniciou um processo de devolução dos valores das ações. Um outro problema levantado pela deputada Lígia Bastos era que uma nova legislação proibiria o estado de levantar fundos através da emissão de títulos para a construção do metrô. O ministro Delfim Neto garantiu que o projeto não afetaria o metrô e alguns deputados da Guanabara afirmaram que a deputada não conhecia a legislação.
De acordo com a lei 1736/1968, a Companhia do Metropolitano do Rio de Janeiro ficou encarregada de implantar e operar o sistema de metrô na cidade do Rio de Janeiro e promover a melhoria, coordenação e expansão do sistema.

### Obras

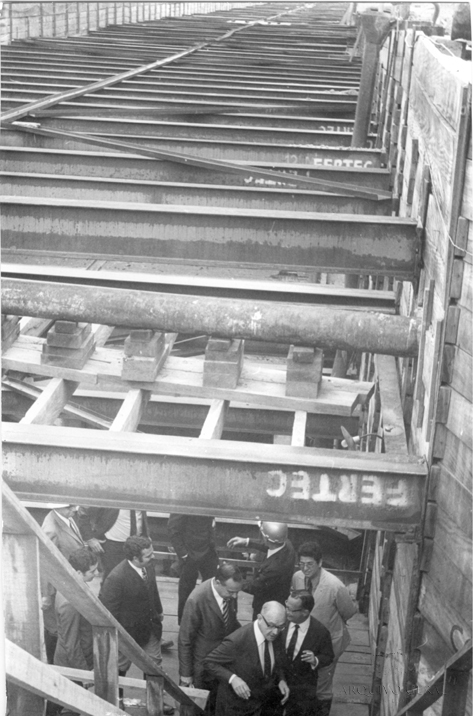
Obras do metrô na década de 70

As obras da linha prioritária (trecho Central-Glória, de 4,5 quilômetros e 6 estações ) foram iniciadas na manhã de 23 de junho de 1970 quando o governador Negrão de Lima acionou um bate-estaca abençoado pelo Arcebispo do Rio de Janeiro Dom Jaime Câmara. A previsão inicial de entrega era de 30 meses.
As obras do trecho inicial Metrô Rio duraram 9 anos. Em 5 de março de 1979, iniciaram-se as operações do Metrô do Rio de Janeiro. Àquela altura o sistema, com extensão de 4,3 km, era composto apenas pela Linha 1, então com 5 estações: Praça Onze, Central, Presidente Vargas, Cinelândia e Glória.

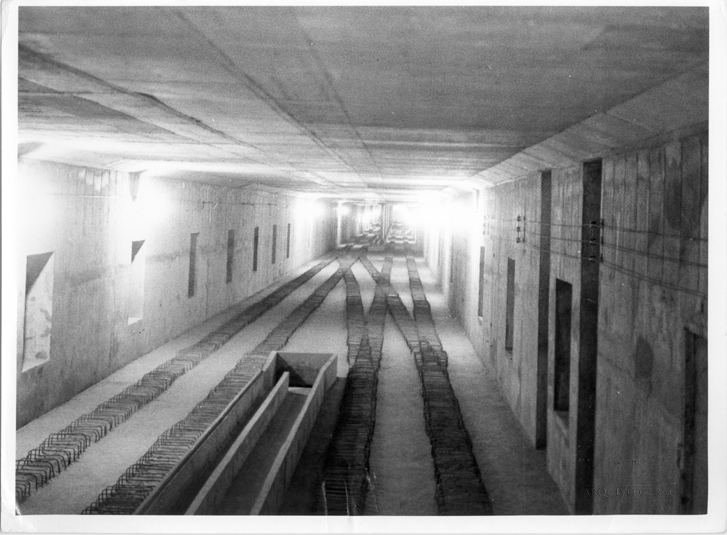
Obras do metrô Rio

Apesar do horário de funcionamento reduzido, de 9h às 15h, nos primeiros 10 dias de operação o sistema transportou mais de 500 mil pessoas, com uma média diária de quase 600 mil passageiros. A estação mais movimentada era a Cinelândia, que respondia por cerca de um terço do movimento.

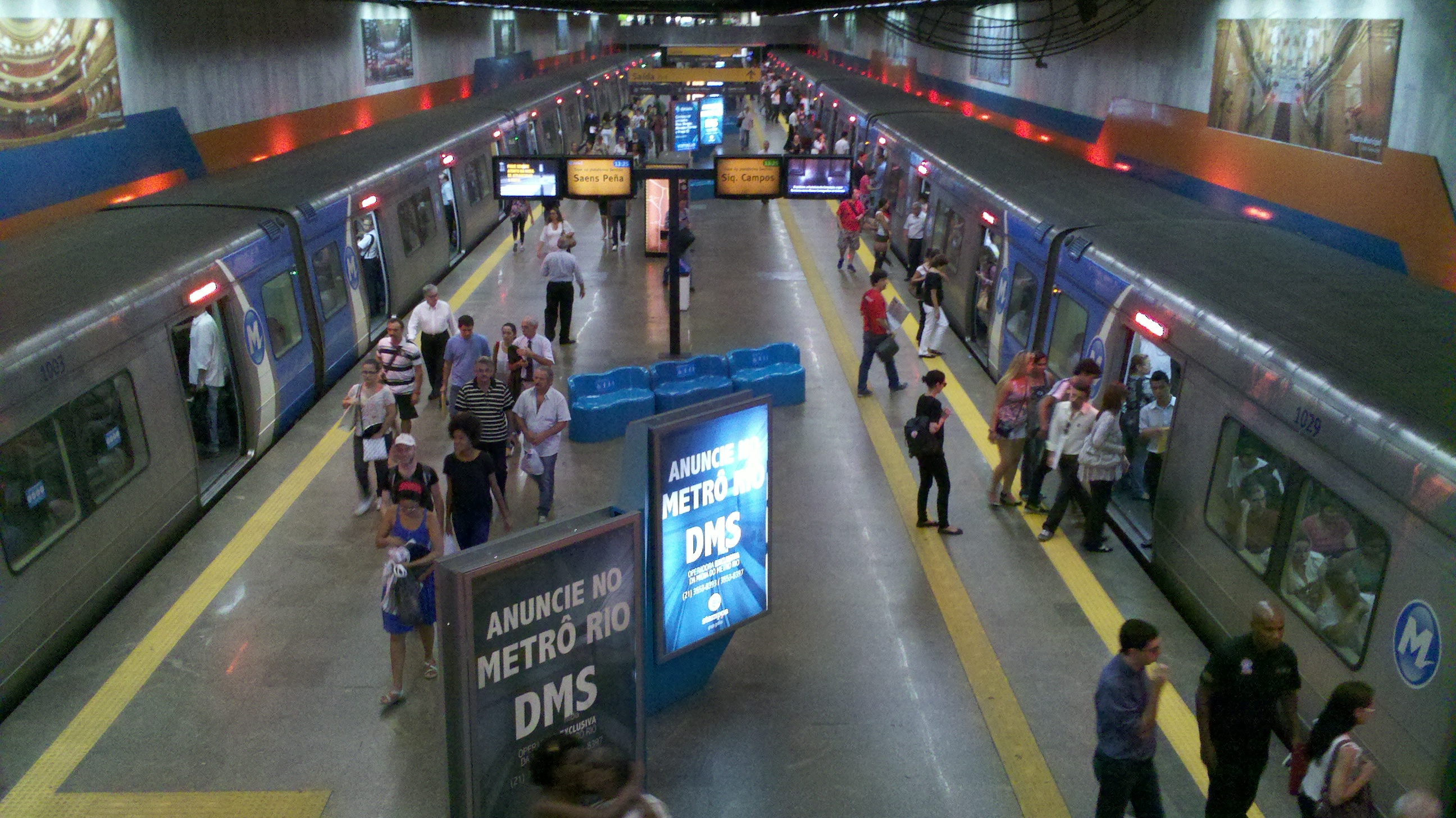
Estação Cinelândia, uma das cinco que fazem parte do primeiro trecho do metrô fluminense

Nos primeiros meses o metrô funcionou com 4 trens com 4 vagões cada, em intervalos médios de 8 minutos. A operação, restrita aos dias úteis, foi ampliada para o sábado e para até as 23 horas a partir de dezembro do mesmo ano.

### Anos 80
Em 1980 foi inaugurada a primeira expansão da malha. A Estação Estácio prolongou o sistema rumo ao norte, enquanto a Estação Uruguaiana foi construída em uma região onde o metrô já passava, a fim de aliviar as demais estações da região central da cidade.
As duas novas estações e o horário ampliado no final do ano anterior fizeram com que o sistema começasse a apresentar superlotação, obrigando o metrô a ampliar o número de vagões em cada composição de 4 para 6.
No início do ano seguinte, em janeiro de 1981 a maior e mais movimentada estação do sistema foi concluída e aberta ao público. A Estação Carioca recebe atualmente cerca de 80 mil passageiros por dia.
Também foi concluída em 18 de setembro de 1981 a primeira ampliação da malha rumo à Zona Sul: as estações Catete, Morro Azul (rebatizada como Flamengo) e Botafogo.
Dois meses depois, o ex-presidente do Clube de Regatas do Flamengo Márcio Braga, com apoio do Jornal do Brasil, iniciava uma campanha para renomear a estação Morro Azul para Flamengo; o JB faria uma espécie de plebiscito não-oficial, com cédulas para os usuários votarem de acordo na mudança ou manutenção do nome da estação. O novo nome seria o vencedor e a mudança seria efetivada no mês seguinte, no dia 23 de dezembro.
Em 19 de novembro do mesmo ano a Linha 2 foi inaugurada, levando o metrô da Estação Estácio, no Centro, para a Zona Norte. O primeiro trecho da segunda linha era composto pelas estações São Cristóvão e Maracanã, situada em frente ao lendário estádio de futebol.

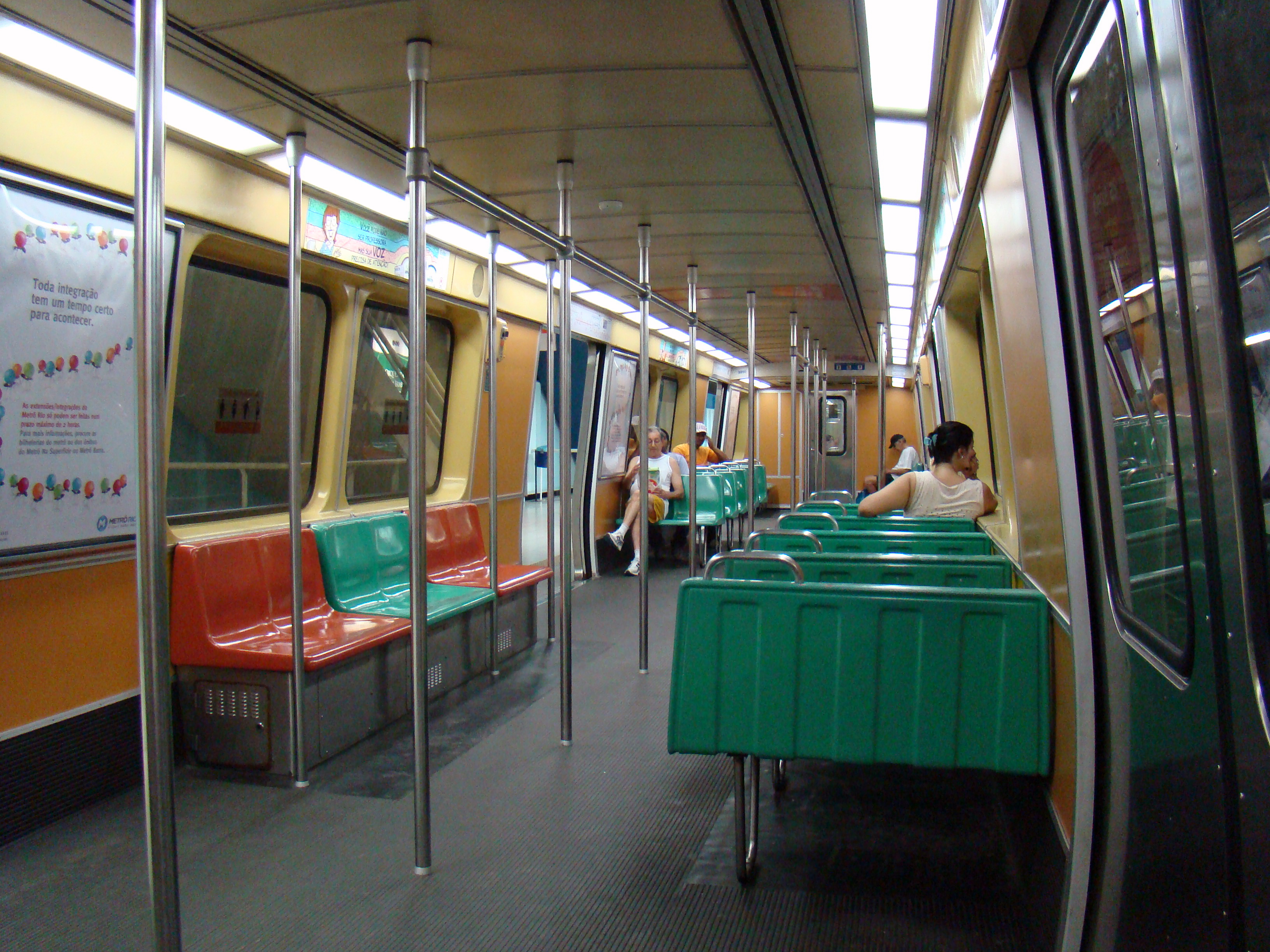
Um vagão antigo do Metrô Rio, do primeiro lote de trens com as cores próximas das originais, fabricados pela Mafersa. Este carro de interior bege e laranja possuía todos os bancos laranjas, exceto os destinados a idosos, gestantes e pessoas com crianças de colo, que eram pintados de verde. Mais tarde a cor dos bancos especiais foi padronizada como laranja em todos os vagões.

Ainda em 1981, no dia 23 de dezembro, foi aberta na Linha 1 a estação Largo do Machado, no bairro do Catete, outra região por onde o metrô já passava mas que não dispunha de estação. Em 1982 foram inauguradas ainda as estações Afonso Pena, São Francisco Xavier e Saens Peña, todas na região da Tijuca.
No ano seguinte, com o objetivo de permitir a conclusão de alongamento da Linha 2, ela passou a funcionar em horário reduzido, de 6h às 14h. Desse horário até as 20h o serviço foi substituído por um sistema de ônibus gratuitos entre as estações Estácio e Maracanã.
Ainda em 1983 foram inauguradas as estações Maria da Graça, Del Castilho (hoje rebatizada de Nova América/Del Castilho), Inhaúma e Irajá. Havia baldeação em Maria da Graça. Como no momento do início da operação comercial o trecho não estava totalmente concluído, foi implantado o chamado "Pré-Metrô", um sistema de trens não articulados que levavam os passageiros até a estação Maracanã, onde embarcavam no metrô propriamente dito.
O trecho funcionou com Pré-Metrô até 1984 quando passou a funcionar completamente. Cinco trens faziam viagens com intervalos de cerca de 6 minutos. As composições da Linha 2 na época eram pequenas, compostas por apenas dois vagões, e operavam sem ar-condicionado.
Após quase quatro anos sem novas estações, foi inaugurada em 1988 na Linha 2 a Estação Triagem, integrada com a estação ferroviária homônima. Foi criado o cartão Bilhete Único RJ que poderia ser utilizado tanto no metrô quanto no trem, embora sem integração tarifária.

### Anos 90
Depois de mais 3 anos sem inaugurações foi aberta em 1991 a Estação Engenho da Rainha e, apenas 5 anos depois, em 1996, as estações Thomaz Coelho e Vicente de Carvalho. As três fazem parte do trecho da Linha 2 entre Nova América e Irajá, onde a linha passava mas não havia paradas.
Em 1997 foi realizada pela primeira vez a operação especial de Carnaval. No mesmo ano o governo estadual realizou a concessão do sistema. Em 19 de dezembro daquele ano, na Bolsa de Valores do Rio, o Consórcio Opportrans, venceu a concorrência para operar a malha, através da empresa MetrôRio.

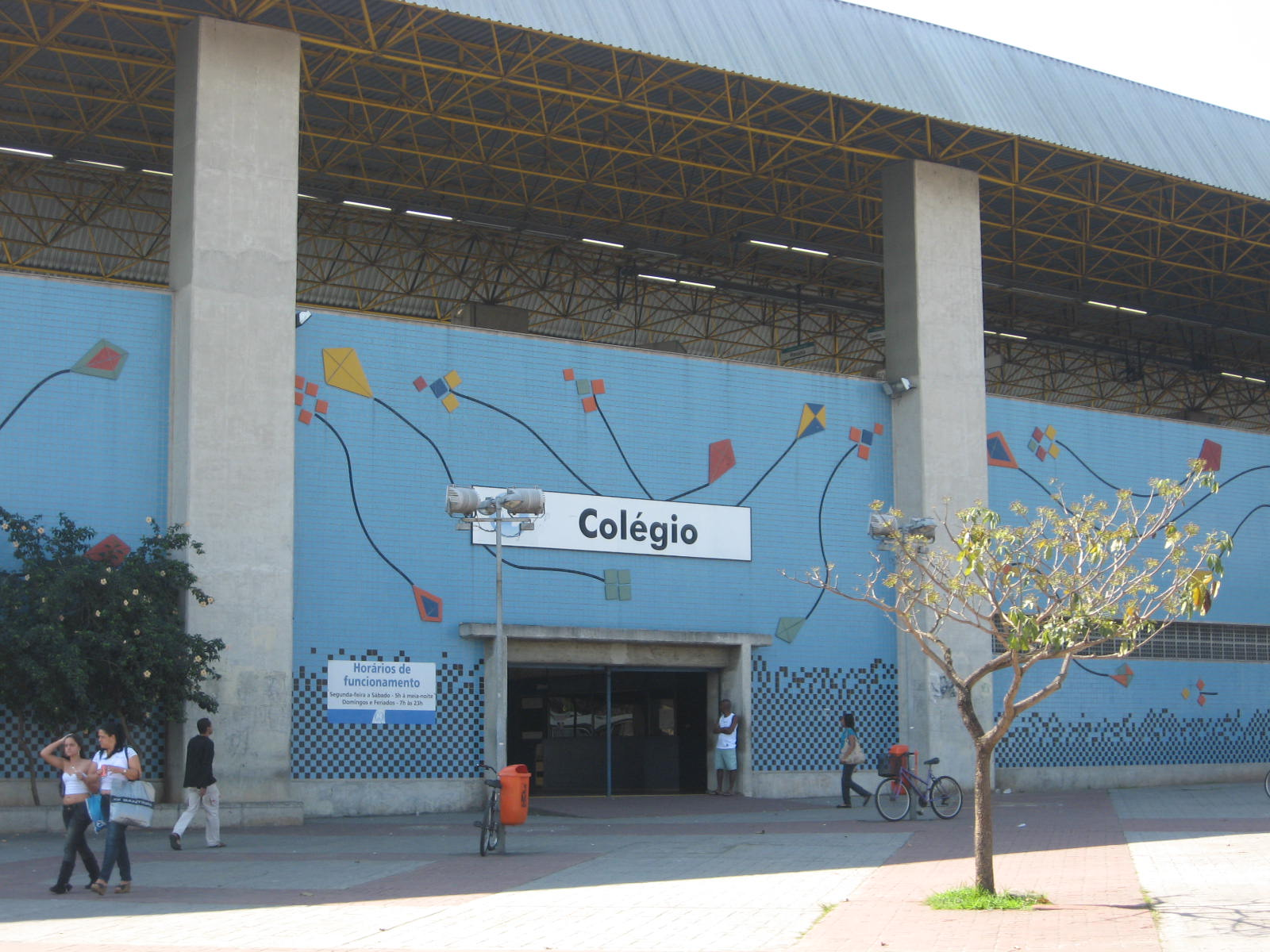
Estação Colégio, uma das cinco estações da Linha 2 (verde) inauguradas em 1998

Em 1998, 16 anos após sua última expansão, a Linha 1 voltou a crescer, desta vez em direção à Zona Sul. Foi inaugurada a Estação Cardeal Arcoverde, no tradicional bairro de Copacabana, marcando o início do uso do metrô como um dos principais meios de acesso às praias cariocas.
Entre agosto e setembro do mesmo ano a Linha 2 ganhou uma expansão de grandes proporções. Foram inauguradas as estações Colégio, Coelho Neto, Engenheiro Rubens Paiva, Acari/Fazenda Botafogo e Pavuna, esta última próxima ao limite entre o município do Rio de Janeiro e a Baixada Fluminense.
No ano de 1999 é realizada a primeira operação especial do reveillon.

### Anos 2000
O início dos anos 2000 foi marcado pela integração do metrô com outros modais. Já no ano 2000 começou a funcionar o bilhete de integração tarifária do metrô com os trens urbanos. Dois anos depois, em 2002, começou a funcionar a extensão do sistema através de ônibus, o chamado Metrô na Superfície. Inicialmente os carros partiam da estação final do sistema, a Cardeal Arcoverde / Copacabana, até a Praça General Osório, no bairro de Ipanema.

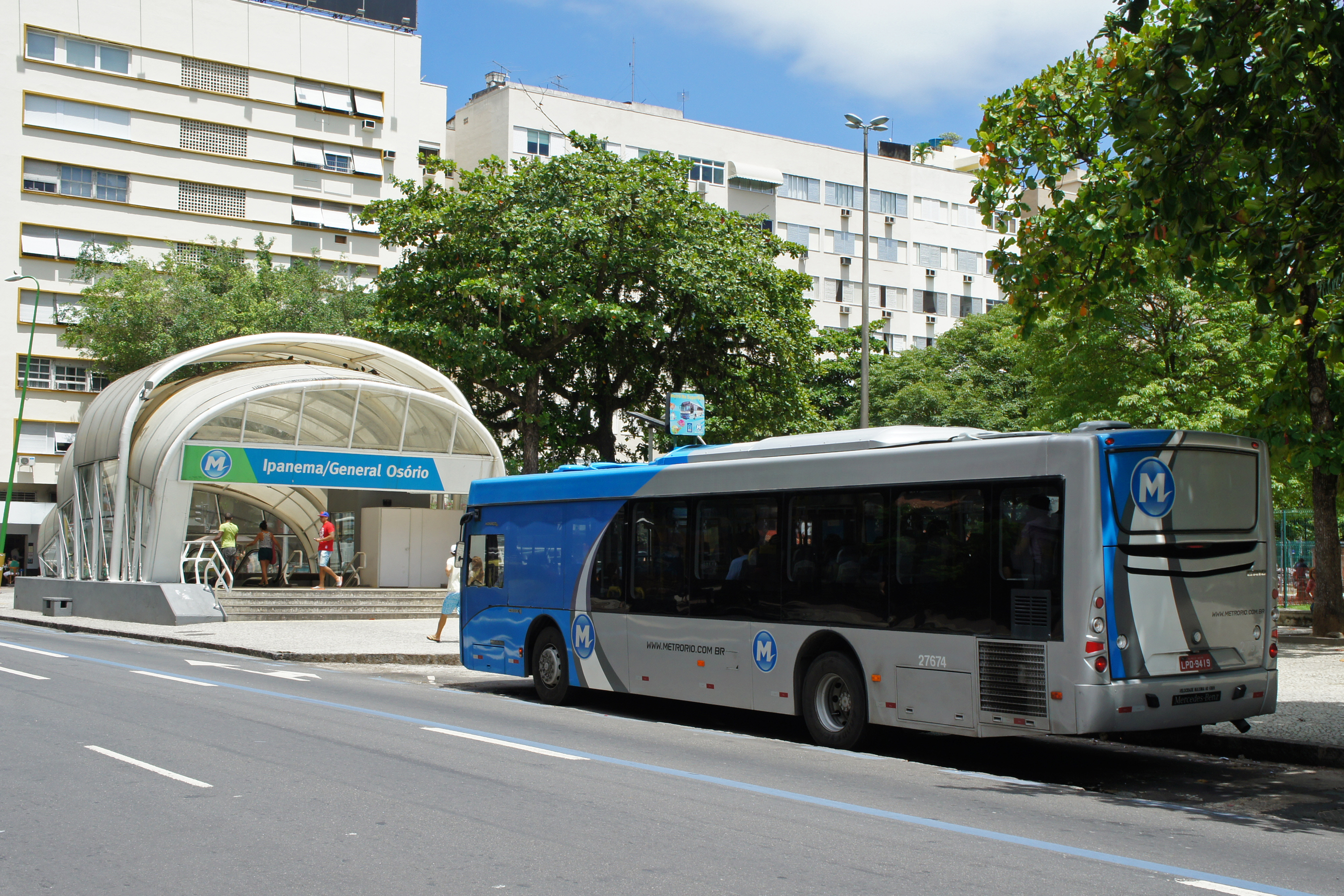
Veículo do Metrô na Superfície em frente a estação General Osório / Ipanema, extensão do metrô na Zona Sul

Em março de 2003 a Estação Siqueira Campos / Copacabana, a segunda no bairro, é concluída. A extensão Metrô na Superfície passa ter um novo traçado: sai agora da nova estação para o campus da PUC-Rio, no bairro da Gávea, passando por Ipanema e Leblon.
Em 2004, cerca de 25 anos após o início de suas operações, o metrô carioca passa a funcionar também aos domingos. Até 2005 foi implantada ainda a Integração Expressa com a criação de 12 linhas de ônibus que partem de estações metroviárias rumo a bairros próximos não atendidos pelo metrô. Os sistema tem integração tarifária: o passageiro paga a passagem do metrô, R$3,50, e mais um adicional de R$1,05 pela extensão. Os bairros atendidos pelo sistema são Urca, São Cristóvão, Cajú, Cosme Velho, Vila Isabel, Andaraí, Usina, Grajaú, Muda e Cidade Universitária. Além disso o sistema também da acesso à Rodoviária Novo Rio.

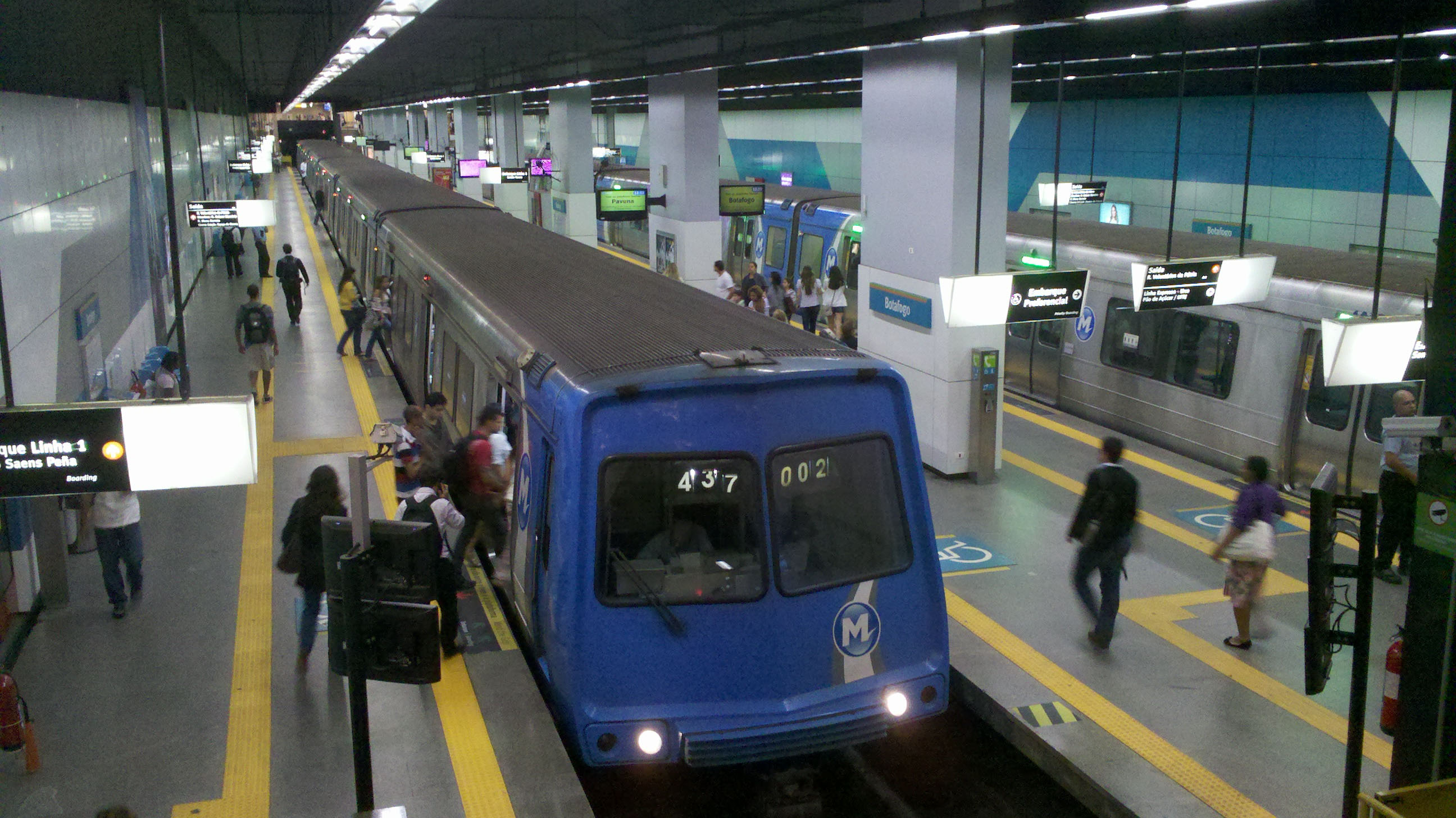
Estação Botafogo

Atendendo a lei estadual 4.733/06 aprovada pela Assembleia Legislativa do Rio de Janeiro, no dia 24 de abril de 2006 o metrô passa adotar vagões exclusivos para as mulheres. Pintados da cor rosa, eles não podem ser utilizados pelos homens nos dias úteis das 6h às 9h e das 17h às 20h. Tem como objetivo evitar o assédio sexual.
Em 2007 foi inaugurada a Estação Cantagalo / Copacabana, a terceira do bairro e duas novas extensões de ônibus foram criadas. A segunda linha do Metrô na Superfície, da Estação Botafogo à PUC-Rio passando pelos bairros de Humaitá e Jardim Botânico e a Barra Expresso, ligando a Estação Siqueira Campos à região da Barra da Tijuca, passando por Ipanema, Leblon e São Conrado. O Expresso tem tarifação semelhante a da Integração Expressa, enquanto o Metrô na Superfície cobrava apenas a tarifa simples do metrô.
Em dezembro naquele ano a concessão do sistema à empresa MetrôRio foi renovada por mais 20 anos. Como contrapartida a empresa teria que fazer uma série de investimentos que somariam cerca de R$1,5 bilhão para melhoria do sistema. Entre as medidas iniciais postas em prática ainda em 2008 esteve a mudança nos itinerários do Metrô na Superfície, para coincidência das paradas finais em um único terminal na PUC-Rio, além de modernização e conclusão dos sistemas de navegação. O projeto fazia parte do programa Metrô no Século XXI, que incluía ainda outra ações executadas pelo estado.
No último ano da década é concluída e inaugurada a Estação General Osório / Ipanema (à época, Ipanema/General Osório), terminal da Linha 1 e para ela são transferidas as extensões Metrô na Superfície e Barra Expresso que partiam da Siqueira Campos.

### Anos 2010
Em 2010, é inaugurada a Linha 1A, prevista no projeto Metrô no Século XXI. A obra foi executada pela MetrôRio e inaugurada em novembro de 2010 sendo uma ligação entre as estações São Cristóvão, da Linha 2 e Central, com a construção de uma estação intermediária em frente a Prefeitura do Rio de Janeiro, a Estação Cidade Nova.

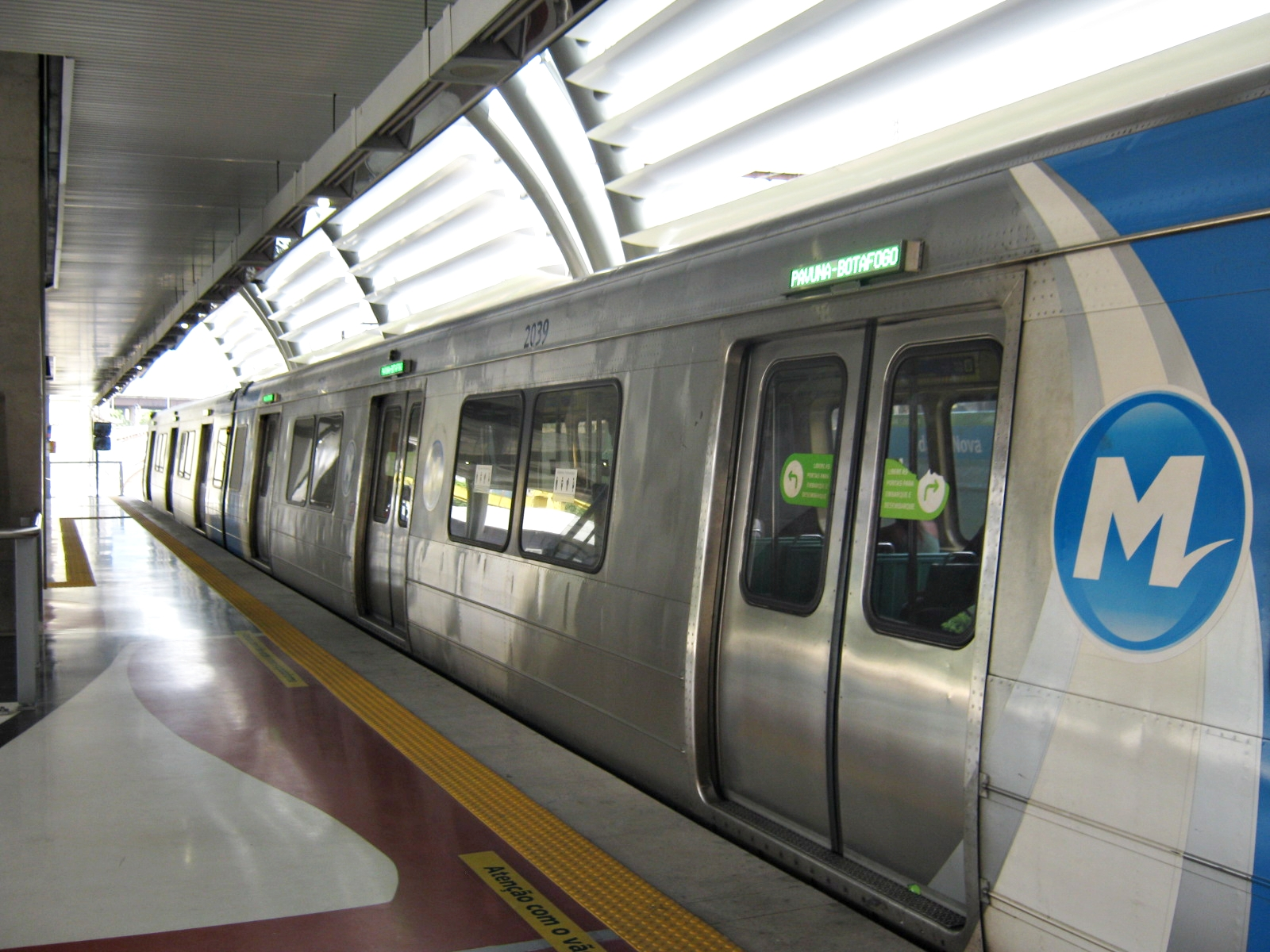
Composição na estação Cidade Nova, que só funciona durante os dias úteis

Os trens da Linha 2 passaram, durante a semana, seguir pelo novo trecho, que não passa pela Estação Estácio, antiga ligação entre as duas linhas, e seguir pelos trilhos da Linha 1 até a Estação Botafogo, trecho de maior demanda de passageiros. Apenas nos fins de semanas é que o caminho antigo continua sendo usado, com baldeação entre as linhas em Estácio, e com a Cidade Nova inoperante.
Em 2010 foram iniciadas as escavações da Linha 4. Feita através de uma Parceria Público-Privada a linha, que deveria ser entregue até dezembro de 2015 para funcionar plenamente em 2016, a linha liga a Estação Ipanema/General Osório, atualmente terminal da Linha 1 à região da Barra da Tijuca, principal local que ocorreram os jogos da Jogos Olímpicos de Verão de 2016.
Em 2011 foi iniciada a última obra prevista no programa, a construção da Estação Uruguai / Tijuca, novo terminal da Linha 1, no bairro da Tijuca. A construção ficou a cargo do Governo do Estado do Rio de Janeiro e utilizou túneis já existentes, em uma região chamada de "rabicho da Tijuca". Inaugurada em 15 de março de 2014.
Ainda naquele ano, o governo estadual anunciou a construção da Linha 3, que seguirá inicialmente pelos municípios de Niterói, São Gonçalo e Itaboraí, na Região Metropolitana do Rio de Janeiro. A promessa inicial era que a nova linha fosse concluída até 2014, no entanto problemas nos projetos fizeram com que a construção sofresse sucessivos adiamentos e ainda não tenha sido começada. O contrato para o financiamento do projeto pelo Governo Federal foi assinado em setembro de 2013. Contudo, a obra nunca saiu do papel.
Em 2013, a estação General Osório / Ipanema (à época, Ipanema/General Osório) tem o acesso principal da praça reformado, ganhando uma nova cobertura; na reforma, o prefixo com o nome do bairro foi removido, passando então a estação a se chamar somente General Osório.
Em abril de 2014, o Metrô Rio anunciou que estenderá o serviço metroviário até o bairro de Méier,[carece de fontes?] e o governo do estado publicou o edital da construção da linha Gávea-Carioca do metrô, cujas obras são previstas para começar no início de 2017, após a da Linha 4 ter sido completamente concluída.

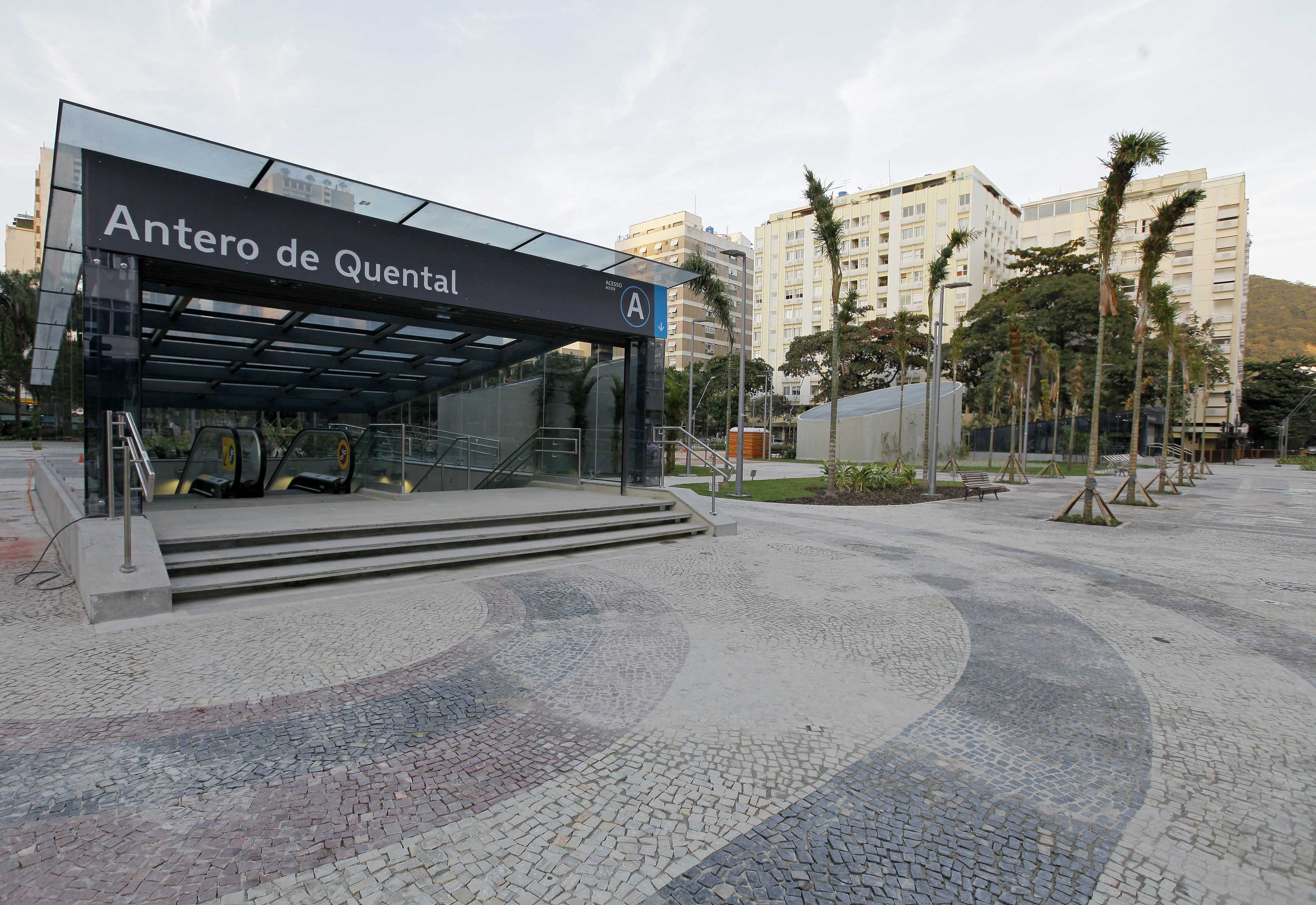
Estação Antero de Quental / Leblon, no bairro do Leblon.

A Linha 4 do Metrô do Rio de Janeiro ficou em obras até as vésperas das Olimpíadas de 2016, sendo que durante o evento, a linha só foi utilizada para quem fosse assistir os jogos. Orçada inicialmente em 5 bilhões de reais, a obra custou mais de R$ 8,5 bilhões. Um conjunto de 15 novos trens passou a operar na linha.[carece de fontes?]
A partir de 2016 estava previsto o início da construção da quinta linha do metrô carioca, que fará o trajeto entre a Estação Gávea, no bairro homônimo, à Estação Carioca / Centro, no centro da cidade. No trajeto haverá ainda estações da Praça Santos Dummont, na Gávea; nos bairros de Jardim Botânico, Humaitá, Morro Dona Marta e Santa Teresa. Contudo, a Estação Gávea nunca ficou pronta e, somada a crise econômica que o estado passara entre 2016 e 2019, as obras da linha 5 nunca saíram do papel.
Em março de 2017 é inaugurada a conexão direta entre os terminais Uruguai / Tijuca e Jardim Oceânico / Barra da Tijuca, eliminando a necessidade de transbordo de passageiros que embarcaram na Zona Norte e seguem viagem em direção à Barra na estação General Osório / Ipanema. Segundo a concessionária, isso elimina dez minutos da viagem. A antiga plataforma da General Osório / Ipanema serve agora para operações eventuais (especiais) da Linha 2, que de vez em quando, fará o trajeto Pavuna-General Osório / Ipanema.
Em 01 de novembro de 2019, o governador Wilson Witzel promulgou a Lei Ordinária 8599, rebatizando a estação em homenagem ao engenheiro e ex-vice-prefeito da cidade do Rio de Janeiro Fernando Mac Dowell. O nome entretanto permaneceu apenas como nome oficial, uma vez que a sinalização gráfica da estação nunca foi alterada.

### Anos 2020
Em junho de 2022, foi promulgada a lei estadual número 9711/2022, sendo a estação Presidente Vargas rebatizada como Saara / Presidente Vargas, em homenagem ao polo comercial.
Em agosto de 2022, a empresa decidiu renomear as estações que se localizam em bairros em que há mais de uma estação de metrô, acrescentando um sufixo com os nomes dos bairros em que elas se localizam. Assim, as estações Uruguai, Saens Peña, São Francisco Xavier e Afonso Pena viraram Uruguai / Tijuca, Saens Peña / Tijuca, São Francisco Xavier / Tijuca e Afonso Pena / Tijuca; as estações Central, Uruguaiana, Carioca e Cinelândia passaram a se chamar Central do Brasil / Centro, Uruguaiana / Centro, Carioca / Centro e Cinelândia / Centro; as estações Cardeal Arcoverde, Siqueira Campos e Cantagalo passaram a se chamar Cardeal Arcoverde / Copacabana, Siqueira Campos / Copacabana e Cantagalo / Copacabana; a estação General Osório passou a se chamar General Osório / Ipanema; as estações Jardim de Alah e Antero de Quental passaram a se chamar Jardim de Alah / Leblon e Antero de Quental / Leblon; e finalmente a estação Jardim Oceânico passou a se chamar Jardim Oceânico / Barra da Tijuca.
Em dezembro de 2023, a Estação Estácio deixa de ser uma estação de transferência entre as linhas 1 e 2 aos sábados, domingos e feriados. Dessa forma, a linha 2 faz o mesmo trajeto que nos dias úteis.
No dia 23 de novembro de 2023, o governo estadual anunciou um acordo para completar as obras da estação Gávea, paradas desde 2015 devido a indícios de superfaturamento. No acordo, está previsto que a concessionária Metrô Rio arcaria com os 600 milhões de reais necessários para concluir a obra em troca de expandir a concessão por mais 10 anos. Em maio de 2024, o governo anunciou esperar que as obras sejam retomadas logo após a assinatura de um TAC, Termo de Ajuste de Conduta. De acordo com a Secretaria de Transporte do Governo do Estado, a previsão para conclusão das obras está prevista para Junho de 2026.
Em julho de 2024, o MetrôRio anunciou o encerramento do sistema de metrô na superfície, que operava desde 2002.

### Expansão da Linha 2 (Estácio - Carioca - Praça XV)
Durante a elaboração dos projetos da rede básica do metrô do Rio de Janeiro aventou-se a possibilidade da construção de um trecho de 2,28 quilômetros na Linha 2 entre a rua Estácio de Sá e a Praça XV, com integração na estação Carioca na Praça XV, a Linha 2 se integraria à Linha 3 Praça XV- Itaboraí). Por falta de recursos, esse trecho foi suprimido do projeto final da rede básica do metrô em 1977. Ainda assim, a Cia do Metropolitano contratou o escritório Figueiredo Ferraz para elaborar o projeto civil da extensão, incluída no Lote 29 do projeto, enquanto que a estação Carioca foi construída prevendo-se a futura integração.
Em 1988 a Companhia do Metropolitano do Rio de Janeiro encontrava-se altamente endividada e negociou empréstimos de 1,3 bilhão de dólares com o BNDES para retomar seus projetos. Antes mesmo de obter a liberação dos recursos, o governo Moreira Franco decidiu utilizar parte dos recursos para iniciar as obras do Lote 29 (Estácio-Carioca), numa extensão de 2,6 quilômetros, construída com tuneladora. As obras do trecho Estácio-Carioca acabaram paralisadas em março de 1989 por conta de uma dívida de 40 milhões de cruzados novos da Cia do Metropolitano com as empreiteiras, causadas pelo bloqueio dos empréstimos do BNDES por inadimplência do estado do Rio de Janeiro. Posteriormente foi revelado pelo Jornal do Brasil que as obras do Lote 29 foram iniciadas sem recursos, pois os estudos e projetos sequer haviam sido enviados para avaliação do BNDES. O lançamento precipitado das obras deixou o governo do Rio com uma dívida estimada em 240 milhões de reais (valores de 1997) com as empreiteiras da obra.
Em 2015, um grupo de blogueiros e entusiastas do metrô teve autorização para visitar a plataforma abandonada há quase 30 anos da estação Carioca, plataforma esta que serviria à linha 2. Dias depois, o então secretário de transportes do Estado confirmou que as obras do Lote 29 seriam enfim retomadas em 2017. Esse novo trecho teria as estações Estácio, Catumbi, Praça da Cruz Vermelha, Carioca e Praça XV. A crise político-econômica no Brasil de 2014 a 2018, porém, afetou as finanças do estado e obrigou o abandono do projeto.

## Linhas

### Em operação
O sistema metroviário do Rio de Janeiro conta atualmente com três linhas em atividade (duas em conjunto). O sistema tem integração física com ônibus expressos e com os trens urbanos. A integração tarifária inclui além destes, os ônibus urbanos e intermunicipais e as barcas. Todas as linhas funcionam das 5h à 0h, de segunda a sábado, e das 7h às 23h, aos domingos e feriados.

Mapa da rede de transportes públicos da Região Metropolitana do Rio de Janeiro

| Linha     | Terminais                                                    | Inauguração | Extensão | Estações | Notas |
| --------- | ------------------------------------------------------------ | ----------- | -------- | -------- | --- |
| 1 Laranja | Uruguai / Tijuca ↔ General Osório / Ipanema                  | 1979        | 17,9 km  | 20       | Desde março de 2017, a Linha 1 e a Linha 4 operam de forma conjunta, sem a necessidade de baldeação. Somadas, possuem 26,1 km de extensão e 25 estações.                                                                    |
| 4 Amarela | General Osório / Ipanema ↔ Jardim Oceânico / Barra da Tijuca | 2016        | 16 km    | 5        | Desde março de 2017, a Linha 1 e a Linha 4 operam de forma conjunta, sem a necessidade de baldeação. Somadas, possuem 26,1 km de extensão e 25 estações.                                                                    |
| 2 Verde   | Pavuna ↔ Botafogo                                            | 1981        | 30,4 km  | 27       | Em ocasiões especiais (como o Réveillon de Copacabana e os Desfile das Escolas de Samba na Praça da Apoteose), e também em alguns fins de semana e feriados, a Linha 2 é prorrogada até a Estação General Osório / Ipanema. |

#### Linha 1
A Linha 1 (Uruguai / Tijuca ↔ General Osório / Ipanema), de cor laranja, está em operação desde 1979, e liga as proximidades da rua Uruguai no bairro da Tijuca na Zona Norte à Praça General Osório, no bairro de Ipanema. Em seu traçado passa pelo Centro e principais bairros da Zona Sul, sendo o principal acesso às praias de Copacabana e Ipanema.
O trecho entre a Central do Brasil / Centro e a Estação Botafogo é compartilhado todos os dias, inclusive feriados, com a Linha 2.

#### Linha 2
A Linha 2 (Pavuna ↔ Botafogo), de cor verde, está em operação desde 1981, e liga a Pavuna bairro no extremo norte do município do Rio de Janeiro, próximo a Baixada Fluminense ao bairro de Botafogo. Em seu traçado passa pelo Centro e por parte da Zona Sul.
O trecho entre a Central do Brasil / Centro e a Estação Botafogo é compartilhado todos os dias, inclusive feriados, com a Linha 2.
O projeto original da Linha 2, de 1968 inclui uma extensão da estação Estácio até a Praça XV, passando pelas estações Catumbi (Praça da Apoteose), Cruz Vermelha, Av. Chile e Carioca. Tal trecho foi iniciado em 1987 (Governo Moreira Franco) e abandonado em 1993 (Leonel Brizola). Consta que os túneis já estariam prontos e que existe uma estação pronta com plataforma e tudo sob a Praça Cruz Vermelha, mas a espera que já dura 30 anos pela execução desse trecho não tem previsão de acabar.

#### Linha 4

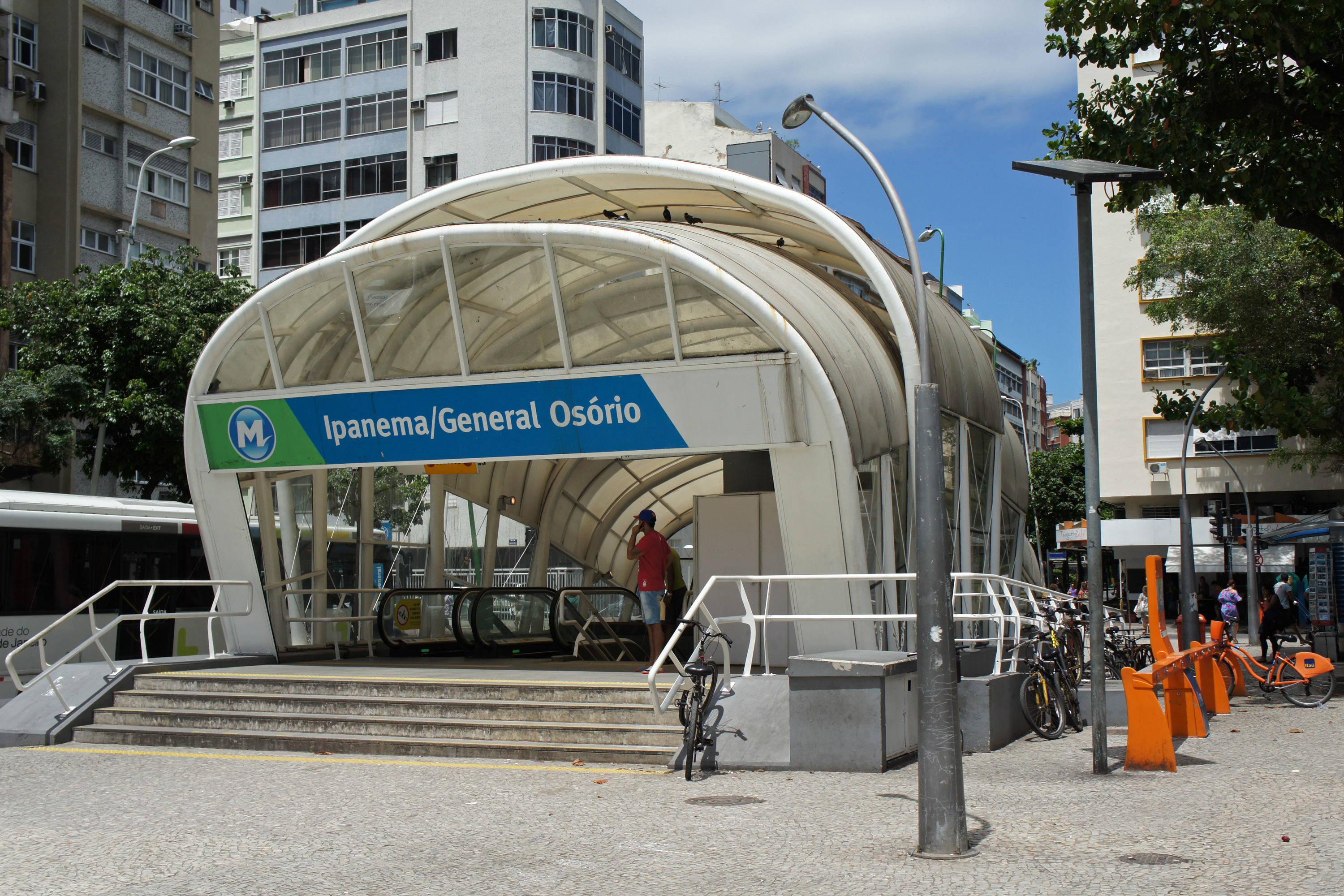
Entrada da estação General Osório / Ipanema antes da reforma

- A Linha 4, que liga a Barra da Tijuca a Ipanema, foi inaugurada em julho de 2016, com o início dos jogos olímpicos. O sistema possui 5 estações, e deverá transportar diariamente 300 mil pessoas. A linha transporta o passageiro da Barra da Tijuca até Ipanema em 14 minutos, e da Barra da Tijuca até o centro da cidade em 34 minutos. A partir da ligação com a zona sul, o sistema metroviário pode transportar o passageiro pelas outras ligações da linha 1, e linha 2. O projeto teve início em 2010, e custou R$9,8 bilhões.[87][88]
- Esta linha integra-se à Linha 1 na Estação General Osório / Ipanema e ao sistema de BRT TransOeste na Estação Jardim Oceânico / Barra da Tijuca.

### Em projeto
| Linha | Terminais                        | Inauguração  | Comprimento (km) | Estações | Duração das Viagens (min) |
| ----- | -------------------------------- | ------------ | ---------------- | -------- | ------------------------- |
| 3     | Araribóia ↔ Visconde de Itaboraí | Sem previsão | 42               | 18       |                           |
| 5     | Gávea ↔ Carioca                  | Sem previsão | 10               | 8        | 19 (estimado)             |

#### Linha 3
- A Linha 3 (Arariboia ↔ Visconde de Itaboraí) está atualmente em processo de licitação e ligará a estação Arariboia (no centro de Niterói) até Guaxindiba em São Gonçalo, na região metropolitana. É prevista ainda a extensão até Itambi e Visconde de Itaboraí, ligando-se ao Complexo Petroquímico do Rio de Janeiro. Futuramente, deverá ligar-se ao Rio de Janeiro através de um túnel passando por debaixo da Baía de Guanabara.[57][89][90]
- Ao longo da Linha 3 poderia haver de seis a oito Terminais Integrados / Estações de Transferência de Coletivos, com seis a 16 linhas em cada um com linhas alimentadoras (para Bairros de Niterói e Outros Municípios da Região Metropolitana do Rio de Janeiro), circulares (seguindo para lugares próximos aos Terminais de Integração), radiais (para o Centro de Niterói ou o Centro do Rio de Janeiro) e perimetrais (para o Município do Rio de Janeiro, sem necessariamente passar pelo Centro do Rio de Janeiro).

#### Linha 5
- A Linha 5 (Gávea ↔ Carioca) está atualmente em licitação do projeto básico. Ela fara a ligação das Zona Sul ao Centro (Rio de Janeiro) do Rio de Janeiro.[91]
- Anunciada em abril de 2014 a linha se integrará à Linha 4 na Gávea e às linhas 1 e 2 na Carioca / Centro. A ideia do governo estadual é realizar a sua construção utilizando o tatuzão após o término das obras da Linha 4, no começo de 2017.[61][91]

As estações serão:
- Gávea (Transferência com a Linha 4)
- Jardim Botânico
- Largo dos Leões
- Dona Marta
- Santa Teresa
- Carioca / Centro (já construída e com transferência das linhas 1 e 2)

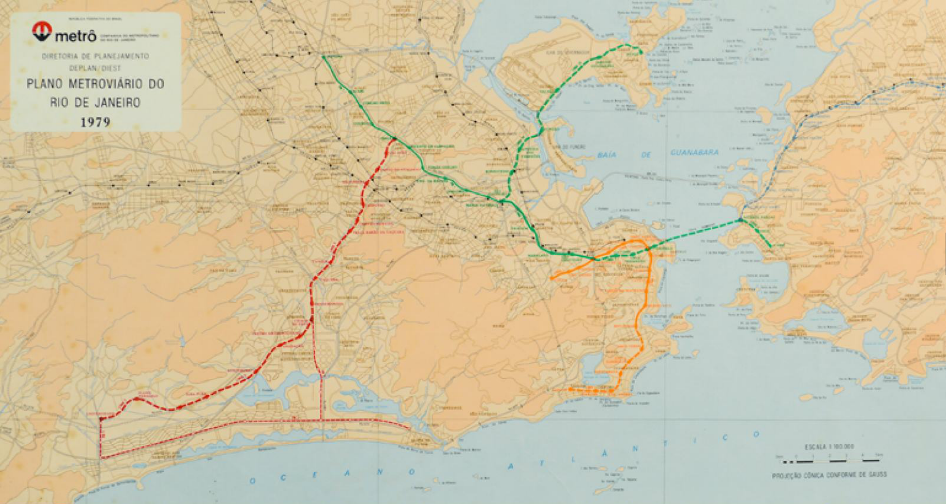
Planejamento das estações e linhas previstas em 1979

## Estações
Encontram-se em funcionamento 41 estações, sendo que 5 delas mantém integração com os Trens Urbanos e 9 com os ônibus de Integração Expressa e 2 com BRT. Uma estação encontra-se em testes pré-operacionais, enquanto 6 outras estão em construção. Há ainda licitações para a construção de mais 14 estações.
Todas as estações em funcionamento atualmente tem acessibilidade para pessoas com mobilidade reduzida. Além disso todas passam por processo de atualização de sua sinalização que será bilíngue em sua totalidade.

### Intervalo médio das composições
- Dias úteis — 2-5 minutos
- Sábados — 5-8 minutos
- Domingos e feriados — 6-10 minutos

## Frota
A frota de veículos do metrô do Rio de Janeiro é composta atualmente de 64 composições (sendo 30 Alstom-Mafersa e 34 CRC) com 296 vagões.
O primeiro lote, comprado para a operação inicial da linha 1 ainda na década de 70, era constituído de composições fabricadas pela Mafersa com projeto da Budd. Era um projeto inovador, o segundo do mundo a contar com ar condicionado e as portas mais largas do mundo à época. Para a Linha 2, o governo adquiriu os chamados pré-metrô, que eram VLTs de origem belga adaptados para uso em plataforma de passageiros. Na década de 90 houve uma nova aquisição de trens (segundo lote), fabricados em São Paulo pela Alstom. Um terceiro lote, este de trens chineses, foi adquirido em 2012 com base em três propósitos: aumentar o conforto, renovar a frota e expandir o serviço. Uma inovação em metrôs no Brasil foi a presença dos gangways, passagens internas abertas entre os vagões.
| Frota                                           | Imagem | Origem                  | Ano / Adquirente Inicial          | Fabricante                                 | Potência (por motor) | Frota (trens)                  |
| ----------------------------------------------- | ------ | ----------------------- | --------------------------------- | ------------------------------------------ | -------------------- | ------------------------------ |
| Série 1000                                      |        | Brasil · Estados Unidos | 1978/1984 Metrô do Rio de Janeiro | → Budd → Mafersa → Westinghouse → Villares | 560 kW               | 30                             |
| Série 2000                                      |        | Brasil · França         | 1997 Metrô do Rio de Janeiro      | → Mafersa → Alstom                         | 560 kW               | 30                             |
| Série 3000                                      |        | Brasil · Bélgica        | 1979/1990 Metrô do Rio de Janeiro | → BN → Cobrasma → Siemens                  | 199 kW               | 28 (fora de serviço)           |
| Série 4000 (Linhas 1 e 2)/ Série 5000 (Linha 4) |        | China                   | 2012/2015 MetrôRio                | → CRRC                                     | 620 kW               | 19 (Linhas 1 e 2) 15 (Linha 4) |

### Novos Trens
Os 15 novos trens de seis carros cada que serão incorporados ao sistema para a operação da Linha 4 já tiveram o contrato de compra assinado e serão produzidos pela chinesa Chanchung Railway Vehicles, com conformação igual aos atuais trens que já circulam nas linhas 1 e 2.
Os novos trens são compostos por 6 vagões com uma capacidade total até de 2240 passageiros e alcançam até 100 km/h. Equipado com um sistema de refrigeração, a composição fica entre 20 °C a 23 °C de temperatura interior.

## Futuro

### Pós 2016

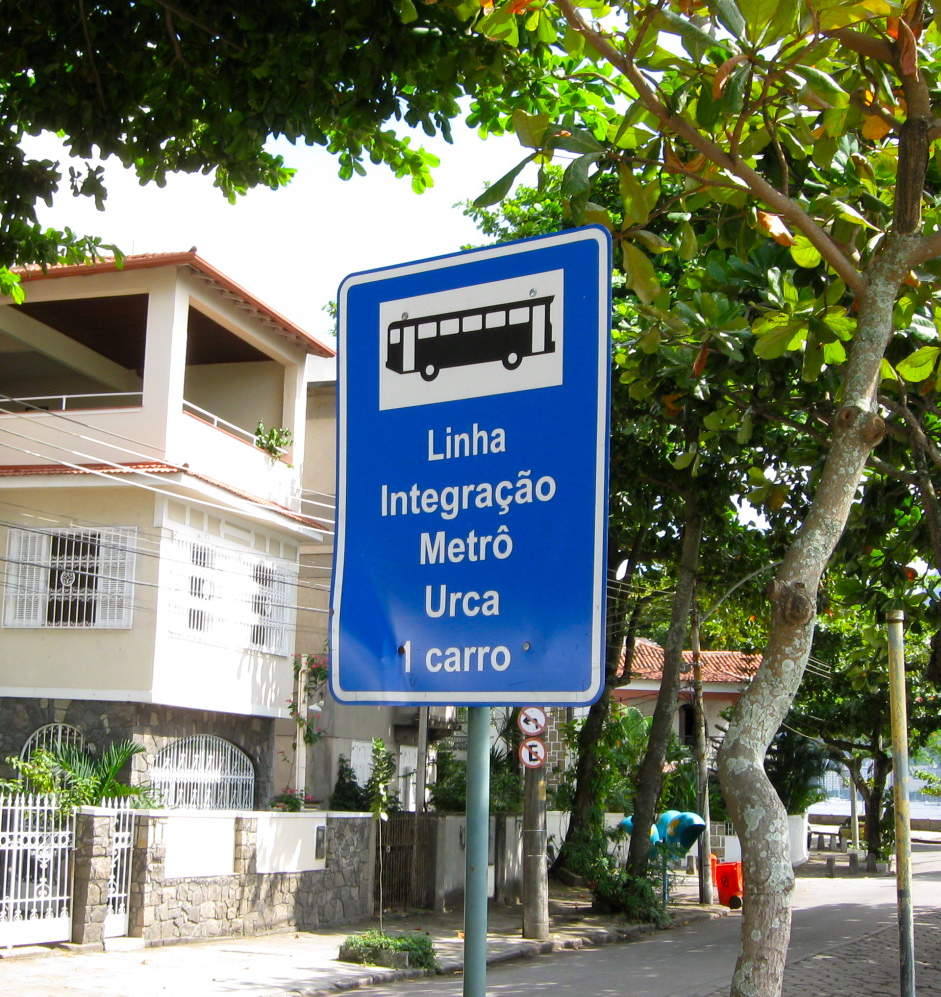
Sem estação própria, a Urca é integrada ao sistema de metrô por ônibus

Após a realização das Olimpíadas, a malha metroviária carioca deve voltar a crescer. Contudo, Estado e MetrôRio divergem quanto a expansão da malha.
O governo estadual estuda a expansão da Linha 4 para o Terminal Alvorada, na Barra da Tijuca, e de lá para o Recreio dos Bandeirantes. Contudo, técnicos da MetrôRio defendem que do Terminal Alvorada a malha siga para Jacarepaguá, Méier e para a rua Barão de Mesquita, na Tijuca, onde se encontraria com a Linha 1. A empresa defende ainda a ligação da Barão de Mesquita com a futura Estação Gávea, das linhas 4 e 5.
Estuda-se ainda a extensão da Linha 3 por baixo da Baía da Guanabara ligando o centro do Rio de Janeiro ao centro de Niterói e 
a expansão da Linha 1 entre a Estação Uruguai / Tijuca e a Estação Gávea, ambas previstas no Plano Diretor de Transportes do Rio de Janeiro, que prevê ainda a conclusão da Estação Morro de São João, já escavada em estado bruto entre as estações Botafogo e Cardeal Arcoverde / Copacabana, servindo de acesso ao bairro da Urca, ao Shopping Rio Sul e aos campi da UFRJ, Unirio e IME, além de a pontos turísticos como as praias da Urca e Vermelha e o Pão de Açúcar.
A situação de falta de recursos sinaliza uma redução na velocidade da expansão do sistema, comprometendo inclusive as expansões mais próximas de sair do papel, como a estação Gávea, o trecho do lote 29 entre Estácio e Carioca / Centro da linha 2 e o trecho entre Gávea e Carioca / Centro chamado pelo Governo do Estado de linha 5, mas que tão somente é um trecho da linha 4. A linha 3, apesar de tantos anúncios de início de obras, também está estagnada e sem previsão de sair do papel.

## Engenharia

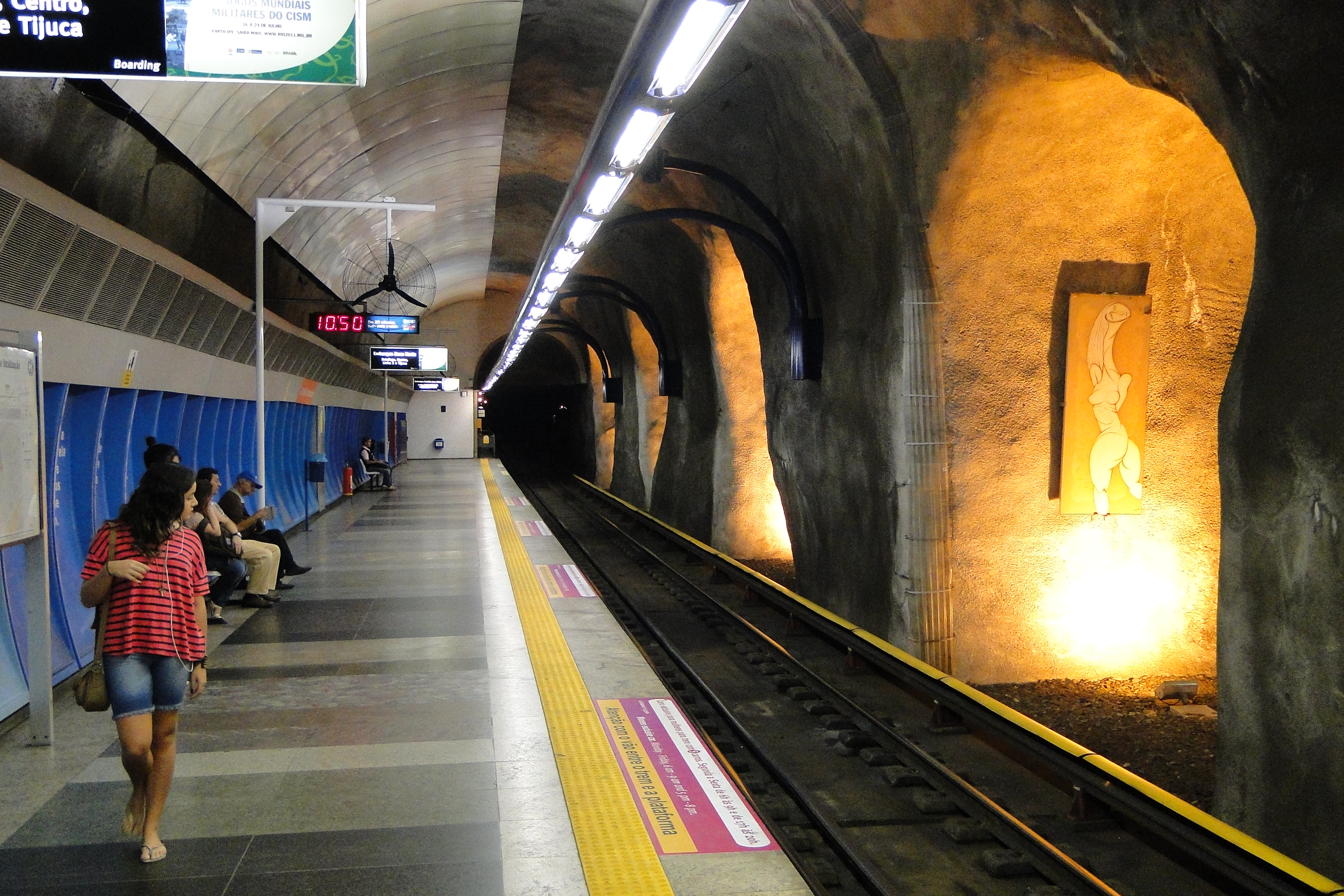
Plataforma da Estação Cardeal Arcoverde / Copacabana, na Linha 1 (laranja), esculpida no conjunto de morros que circunda o bairro de Copacabana

Ao longo de sua história várias técnicas complexas foram utilizadas para construir o Metrô do Rio de Janeiro, sobretudo por onde as linhas são subterrâneas. Nos trechos iniciais, escavados nos anos 1970 foi necessário interromper o tráfego nas ruas por baixo das quais o metrô passaria, abrir valas, concretar os túneis e, posteriormente fechá-las novamente.
Além de lenta, a técnica causava transtornos para a população, por interrupções no trânsito. Na época, o governo militar alegou que as escavações seriam o motivo para a demolição do Palácio Monroe, quando na verdade trajeto realiza um desvio do local onde se situava o edifício para que não fosse necessária sua demolição, levantando a hipótese de um equivoco do governo do General Ernesto Geisel.
O modelo foi utilizado até os anos 1990, quando o metrô chegou a região de Copacabana. Por lá, seguiu não por baixo das ruas, mas pela cadeia de rochas que circunda o bairro. Assim, parou-se de abrir o leito das vias e passou-se a realizar detonações controladas, quando explosões de dinamite abriam os túneis no centro da cidade. Esse modelo foi usado na Linha 1 até a sua estação final, a General Osório / Ipanema.
A técnica é empregada atualmente no trecho entre a Barra da Tijuca e a Gávea da futura Linha 4 com uma perfuração média de 4,5 metros por dia.
Quando o metrô chegou a Ipanema os engenheiros se viram em um dilema: as detonações não seriam mais possíveis por causa do perfil arenoso do solo da região, e o fechamento de ruas importantes, como a Visconde de Pirajá seria inviável do ponto de vista urbanístico e de trânsito.
A solução encontrada para a perfuração dos túneis entre Gávea e Ipanema foi a utilização de uma tuneladora, apelidada de Tatuzão, capaz de escavar por baixo dos prédios sem a necessidade de intervenções na superfície ou abertura de valas. Apesar de mais cara - a construção do trecho custará R$ 3,6 bilhões - a tecnologia, de origem alemã, torna a construção mais rápida: 18 metros de túneis são escavados por dia.

## Empresas operadoras
As linhas 1 e 2 foram construídas e eram inicialmente operadas pelo pelo Governo do Estado do Rio de Janeiro. No entanto, em 9 de dezembro de 1997, foram concedidas à iniciativa privada num processo licitatório vencido pela empresa hoje denominada MetrôRio. O controle de fato passou para a companhia em abril do ano seguinte.
Pelo contrato a empresa seria responsável por operar o sistema e realizar a sua manutenção, enquanto a expansão da rede continuaria responsabilidade do estado, através da estatal Rio Trilhos, num contrato de 20 anos. Em dezembro de 2007, contudo, após metade desse período o governo estadual reeditou o instrumento, aumentando a concessão por mais 20 anos. Em contrapartida a MetrôRio teve de realizar um pacote de investimentos de cerca de R$1,5 bilhão.
Um ano depois, em dezembro de 2008, a MetrôRio mudou de mãos. Os acionistas principais à época, Citigroup Venture Capital (CVC), Investidores Institucionais Fundo de Investimento em Participações (IIFIP) e Fundação Vale do Rio Doce de Seguridade Social (Valia) venderam por R$1 bilhão o controle da concessão para a Invepar, consórcio formado pela construtora OAS e pelos fundos de pensão dos funcionários do Banco do Brasil (Previ), da Caixa Econômica Federal (Funcef) e da Petrobras (Petros).
Já a construção da Linha 4 está a cargo do Consórcio Rio Barra, formado pelas empresas Queiroz Galvão, Odebrecht (atual OEC), Carioca Engenharia, Cowan e Servix.

### Evolução do controle acionário (1975-1997)
| Acionistas                          | 1975   | 1979   | 1984   | 1990   | 1997   |
| ----------------------------------- | ------ | ------ | ------ | ------ | ------ |
| Prefeitura do Rio de Janeiro        | 55,00% | 8,23%  | 5,72%  | 2,01%  | 1,28%  |
| Governo do estado do Rio de Janeiro | 45,00% | 55,27% | 63,50% | 87,18% | 92,02% |
| Governo Federal                     | 0%     | 36,50% | 30,78% | 10,81% | 6,70%  |
| Total                               | 100%   | 100%   | 100%   | 100%   | 100%   |

## Tarifas e Integrações

### Tarifas
- Unitária: R$ 7,90[114][115]

Pode ser paga com cartões do MetrôRio (Unitário e Giro), cartões RioCard e Bilhete Único, cartões de crédito Visa, Master ou Elo com tecnologia NFC ou carteiras digitais e também com QR Code através do app RecargaPay.
- Tarifa Social: R$ 5,00

A Tarifa Social é uma medida criada pelo Governo do Estado, que reduz o valor da passagem do Metrô de R$ 6,90 para R$ 5,00, para aqueles que tiverem o Bilhete Único intermunicipal devidamente cadastrado. Para ter acesso ao benefício da Tarifa Social é preciso ter entre 5 e 64 anos, renda de até R$3.205,20 e um cartão RioCard cadastrado no Bilhete Único Interestadual. O cartão precisa estar vinculado ao próprio CPF do usuário.
- Integrações[114]
  - Com o BRT: R$ 9,70 (nas estações do Metrô de Vicente de Carvalho e Jardim Oceânico / Barra Da Tijuca, realizado com o cartões RioCard ou Bilhete Único vinculados com CPF).
  - Com os Ônibus Municipais do Rio de Janeiro de integração: R$ 8,25 (em algumas linhas que partem da Estações da Saens Pena, Estácio, Largo do Machado, Botafogo e Del Castilho, porém não todas).
  - Com as Vans da Rocinha e do Vidigal: R$ 8,80.
  - Com os Ônibus Intermunicipais, Barcas e Trens Urbanos: R$ 8,55 (realizado com o cartões RioCard ou Bilhete Único vinculados com CPF).

### Tarifa ao passar dos anos
A tarifa do metrô fluminense é reajustada anualmente de acordo com a variação do Índice Nacional de Preços ao Consumidor Amplo (IPCA), em resolução publicada pela Agência Reguladora de Serviços Públicos Concedidos de Transportes Aquaviários, Ferroviários, Metroviários e de Rodovias do Estado do Rio de Janeiro (Agetransp). Anteriormente, o índice utilizado era o Índice Geral de Preços do Mercado (IGP-M). A tabela a seguir mostra a evolução da tarifa.
| Ano  | Valor   |
| ---- | ------- |
| 2013 | R$ 3,20 |
| 2014 | R$ 3,50 |
| 2015 | R$ 3,70 |
| 2016 | R$ 4,10 |
| 2017 | R$ 4,30 |
| 2019 | R$ 4,60 |
| 2020 | R$ 5,00 |
| 2021 | R$ 5,80 |
| 2022 | R$ 6,50 |
| 2023 | R$ 6,90 |
| 2024 | R$ 7,50 |
| 2025 | R$ 7,90 |

## Operações especiais

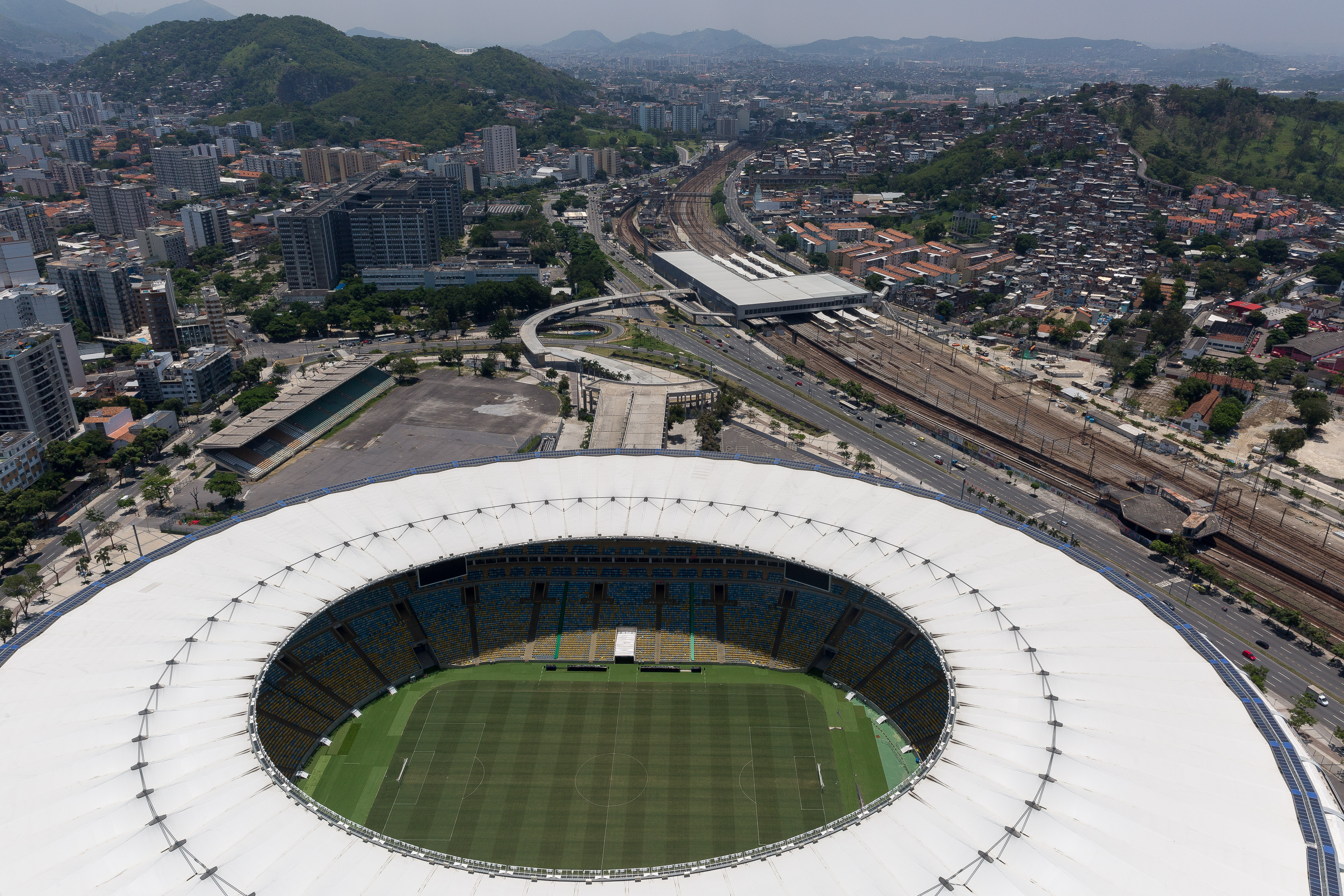
Estádio do Maracanã com a estação de metrô ao fundo. Em dias de jogos noturnos, o horário de operação é estendido

No final da década de 1990, o metrô do Rio de Janeiro passou a adotar operações especiais para melhorar o fluxo de passageiros durante grandes eventos — inicialmente com o Carnaval, e depois com o Réveillon de Copacabana.

### Carnaval
Na operação especial de Carnaval, adotada anualmente desde 1997, o MetrôRio funciona 24 horas por dia entre a sexta e a terça-feira de carnaval — totalizando 115 horas de circulação ininterrupta. O metrô é um importante meio de acesso à Marquês de Sapucaí, com uma estação (Praça Onze) vizinha ao sambódromo. Os desfiles das escolas de samba do Rio de Janeiro da Série A e do Grupo Especial começam nas noites de sexta/sábado e domingo/segunda, respectivamente, e se estendem pela madrugada, com as últimas escolas normalmente terminando o desfile ao nascer do sol.
A operação 24 horas se repete no fim de semana seguinte ao carnaval, quando ocorre o Desfile das Campeãs.
Além disso, com a nova popularização dos blocos de carnaval da cidade nos anos 2000, principalmente no Centro e na Zona Sul, o MetrôRio passou a adotar esquemas especiais de acesso em algumas estações, com o objetivo de evitar a superlotação de plataformas. Estações de capacidade média próximas a locais de dispersão de blocos, como Cinelândia / Centro e Nossa Senhora da Paz / Ipanema, costumam funcionar com apenas um acesso aberto. Estações de menor capacidade, como Catete e Saara / Presidente Vargas, são fechadas.
Uma terceira medida adotada durante o carnaval é a extensão da linha 2, que normalmente faz o trajeto Pavuna–Botafogo, passando a realizar o serviço Pavuna–General Osório / Ipanema. Com isso, ocorre um aumento de 100% na oferta de trens nos bairros de Copacabana, Ipanema, Leblon, São Conrado e Jardim Oceânico, e é eliminada a necessidade de transferência na estação Botafogo.
Algumas dessas medidas, como o esquema especial de acesso e a extensão da linha 2, também são ocasionalmente adotados em fins de semana anteriores ao carnaval, quando já há uma extensa programação de blocos.

### Ano Novo
Desde 1999, o MetrôRio também adota uma operação especial para o Réveillon de Copacabana. No dia 31 de dezembro, o sistema funciona normalmente até as 19h. Após esse horário, para evitar que muitas pessoas se desloquem até Copacabana ao mesmo tempo, o embarque é feito apenas com bilhetes especiais, vendidos antecipadamente e que permitem o acesso ao sistema em cinco faixas de horário pré-estabelecidas (das 19h às 20h, das 20h às 21h, e assim por diante). Os bilhetes especiais custam o mesmo que o bilhete comum (no réveillon de 2019, R$ 4,30 para uma única viagem e R$ 8,60 para ida e volta), têm tiragem limitada e normalmente se esgotam antes do dia 31.
O metrô continua circulando após a meia-noite, mas apenas com as estações de Copacabana (Cardeal Arcoverde / Copacabana, Siqueira Campos / Copacabana e Cantagalo / Copacabana) abertas para embarque, e as demais funcionando apenas para desembarque. Assim como na ida, na volta também só é permitido o acesso às estações com o bilhete especial, mas dessa vez sem a restrição de faixas de horário. Desde o réveillon de 2017, com a inauguração da linha 4, o embarque durante a madrugada também passou a ser permitido na estação Jardim Oceânico / Barra da Tijuca.
Durante a operação especial, os trens da linha 2 fazem o trajeto Pavuna–General Osório / Ipanema , sem a necessidade de transferência em Botafogo.

### Outros eventos
Em dias de jogos noturnos no estádio do Maracanã, o MetrôRio estende por meia-hora, até a 0h30, o horário de embarque nas estações Maracanã e São Cristóvão, vizinhas ao estádio.
O MetrôRio também adotou operação especial durante o Rock in Rio de 2017, com trens partindo da estação Jardim Oceânico / Barra da Tijuca durante a madrugada, após o término dos shows. No horário especial, as demais estações funcionaram apenas para desembarque.

## Passageiros transportados
| Ano | Quantidade  | Empresa                                           | Ano  | Quantidade  | Empresa                                           | Ano  | Quantidade  | Empresa            | Ano  | Quantidade  | Empresa            |
| --- | ----------- | ------------------------------------------------- | ---- | ----------- | ------------------------------------------------- | ---- | ----------- | ------------------ | ---- | ----------- | ------------------ |
| 1979 | 4 747 000   | Cia. do Metropolitano do Rio de Janeiro (estatal) | 1993 | 87 000 000  | Cia. do Metropolitano do Rio de Janeiro (estatal) | 2007 | 150 103 000 | MetrôRio (privada) | 2021 | 121 736 058 | MetrôRio (privada) |
| 1980 | 20 463 000  | Cia. do Metropolitano do Rio de Janeiro (estatal) | 1994 | 83 000 000  | Cia. do Metropolitano do Rio de Janeiro (estatal) | 2008 | 154 013 000 | MetrôRio (privada) | 2022 | 170 108 253 | MetrôRio (privada) |
| 1981 | 36 917 000  | Cia. do Metropolitano do Rio de Janeiro (estatal) | 1995 | 84 977 000  | Cia. do Metropolitano do Rio de Janeiro (estatal) | 2009 | 152 747 000 | MetrôRio (privada) | 2023 | 188 983 036 | MetrôRio (privada) |
| 1982 | 98 132 000  | Cia. do Metropolitano do Rio de Janeiro (estatal) | 1996 | 92 516 000  | Cia. do Metropolitano do Rio de Janeiro (estatal) | 2010 | 164 241 000 | MetrôRio (privada) | 2024 | 184 031 228 | MetrôRio (privada) |
| 1983 | 117 940 000 | Cia. do Metropolitano do Rio de Janeiro (estatal) | 1997 | 70 259 000  | Cia. do Metropolitano do Rio de Janeiro (estatal) | 2011 | 179 893 000 | MetrôRio (privada) |      |             |                    |
| 1984 | 111 615 000 | Cia. do Metropolitano do Rio de Janeiro (estatal) | 1998 | 86 426 000  | MetrôRio (privada)                                | 2012 | 187 701 000 | MetrôRio (privada) |      |             |                    |
| 1985 | 97 000 000  | Cia. do Metropolitano do Rio de Janeiro (estatal) | 1999 | 106 890 000 | MetrôRio (privada)                                | 2013 | 192 433 542 | MetrôRio (privada) |      |             |                    |
| 1986 | 115 000 000 | Cia. do Metropolitano do Rio de Janeiro (estatal) | 2000 | 113 021 000 | MetrôRio (privada)                                | 2014 | 228 347 066 | MetrôRio (privada) |      |             |                    |
| 1987 | 104 300 000 | Cia. do Metropolitano do Rio de Janeiro (estatal) | 2001 | 109 918 000 | MetrôRio (privada)                                | 2015 | 233 576 828 | MetrôRio (privada) |      |             |                    |
| 1988 | 91 900 000  | Cia. do Metropolitano do Rio de Janeiro (estatal) | 2002 | 110 843 000 | MetrôRio (privada)                                | 2016 | 250 353 356 | MetrôRio (privada) |      |             |                    |
| 1989 | 91 000 000  | Cia. do Metropolitano do Rio de Janeiro (estatal) | 2003 | 113 383 000 | MetrôRio (privada)                                | 2017 | 244 709 929 | MetrôRio (privada) |      |             |                    |
| 1990 | 70 000 000  | Cia. do Metropolitano do Rio de Janeiro (estatal) | 2004 | 120 405 000 | MetrôRio (privada)                                | 2018 | 251 438 569 | MetrôRio (privada) |      |             |                    |
| 1991 | 82 650 000  | Cia. do Metropolitano do Rio de Janeiro (estatal) | 2005 | 129 091 000 | MetrôRio (privada)                                | 2019 | 252 494 127 | MetrôRio (privada) |      |             |                    |
| 1992 | 87 000 000  | Cia. do Metropolitano do Rio de Janeiro (estatal) | 2006 | 135 212 000 | MetrôRio (privada)                                | 2020 | 118 685 405 | MetrôRio (privada) |      |             |                    |
| Total |             |                                                   |      |             |                                                   |      |             |                    |      |             |                    |
| Fontes: Companhia do Metropolitano do Rio de Janeiro (1979-1997); Concessionária MetrôRio (1998-2012); Agetransp (2013-2024) |             |                                                   |      |             |                                                   |      |             |                    |      |             |                    |

| Passageiros transportados entre 1979 e 1997 (operação estatal) |
|                                                                |

| Passageiros transportados a partir de 1998 (concessionária privada) |
|                                                                     |

## Acidentes e incidentes
- 7 de fevereiro de 1978 — Uma explosão de gás no canteiro na esquina das ruas do Catete e Dois de Janeiro (Lote 7 do Metrô) destruiu a fachada de um edifício que abrigava uma agência bancária, uma galeria de águas pluviais, tubulações de água da Cedae e gás da Companhia Estadual de Gás (CEG) e rompeu 20 cabos telefônicos da Telerj, deixando 50 mil linhas telefônicas interrompidas e paralisadas as comunicações na Zona Sul do Rio de Janeiro. Os reparos levaram várias semanas. Apesar dos danos materiais, nenhum operário ficou ferido.[145][146]
- 9 de junho de 1983 — Choque entre trens da Linha 1 nos arredores da estação Uruguaiana / Centro. Seguindo para o terminal Botafogo, o trem 101 acabou chocando-se levemente com o trem 103, que tinha o mesmo destino. A atuação do sistema de sinalização de segurança automática fez com que o acidente fosse de pequenas proporções, sem feridos.[147]
- 9 de janeiro de 1984 — Choque entre dois trens do Pré-Metrô na estação São Cristóvão. O trem 203 estava vazio e manobrava para o pátio de Praça Onze quando foi atingido pelo trem 204 transportando passageiros. O acidente causou ferimentos em 35 pessoas, incluindo os 2 maquinistas. A Linha 2 ficou interditada.[148]
- 22 de janeiro de 1986 — Após deixar passageiros na estação Saénz Peña / Tijuca, o maquinista do trem 115 recebeu ordem para recolhê-lo ao Centro de Manutenção. O maquinista apagou as luzes e o trem 115 passou direto por várias estações até ser obrigado pelo sistema de sinais a parar na estação Estácio e aguardar liberação de via. Por uma distração, o maquinista do trem 115 abriu as portas e permitiu o embarque de mais de 100 passageiros. O trem 115 entrou no Centro de Manutenção transportando passageiros, provocando piadas dos operários do metrô. Os passageiros embarcados por engano tiveram de caminhar 600 metros pelo túnel até a estação Central do Brasil / Centro, onde puderam embarcar gratuitamente.[149]
- 7 de abril de 1986 — Por falta de trens disponíveis, a Cia. do Metropolitano fechou o trecho norte da Linha 1 (Estácio-S. Peña / Tijuca) por mais de 5 horas, prejudicando mais de 30 mil passageiros. Da frota de 23 trens, apenas 8 encontravam-se em condições de funcionamento.[150]
- 6 de junho de 1986 — Falha elétrica provocou uma paralisação de 6 horas no trecho Estácio-S. Peña / Tijuca da Linha 1, prejudicando 20 mil passageiros.[151]
- 1 de julho de 1986 — Descarrilamento do trem 128 no Centro de Manutenção provocou a paralisação do trecho S.Peña / Tijuca-Central por quatro horas e prejuízos a 150 mil passageiros. Após avançar um sinal, o trem 128 descarrilou por cerca de quatorze metros. O reencarrilamento do trem demorou quatro horas por falta de equipamentos do metrô, que teve de recorrer a um vagão guindaste emprestado pela Rede Ferroviária Federal.[152]
- 17 de julho de 1986 — O trecho norte da Linha 1 (Estácio-S. Peña / Tijuca) foi paralisado pela segunda vez por falta de trens por quase uma hora. Naquele dia, haviam apenas 11 trens disponíveis para a operação, número que caiu para 9 ao longo do dia por conta de falhas. Apesar de alguns trens terem sido reparados emergencialmente, a operação foi restaurada com intervalos de 7 minutos (acima do habitual, de 3 minutos).[153]
- 7 e 9 outubro de 1986 — Greve de funcionários de manutenção elétrica do Metrô paralisou a circulação de trens no trecho Estácio-S. Peña / Tijuca da Linha 1. Seis trens foram imepdidos de circular por falta de manutenção.[154][155]
- Novembro de 1988 — Após morte de funcionário da manutenção por contaminação causada por amianto, metrô substitui todas as peças de amianto dos trens da Série 1000.[156]
- 2 de dezembro de 1988 — Descarrilamento e choque com parede de fim de via fere 5 pessoas na estação Estácio da Linha 2 (Pré-Metrô). Após uma falha de freios, o trem 202 do pré-metrô ultrapassou o ponto deparada na estação Estácio e avançou mais de 100 m rumo ao canteiro de obras da expansão da linha 2, derrubando uma parede de concreto. Por conta da obra de expansão em Estácio, o para-choque de fim de via havia sido removido previamente.[157]
- 22 de fevereiro de 1989 — Choque entre dois trens da Linha 2 (Pré-Metrô). nas proximidades da estação Estácio. Durante manobra para troca de trilhos, o trem 209 bateu no trem 213. O acidente deixou 10 feridos. Após o ocorrido, seguranças fardados e à paisana da Cia. do Metropolitano tentaram impedir a imprensa de cobrir o acidente através de ameaças.[158][159] Dois dias depois, a empresa estatal culpou um dos maquinistas por avançar um sinal de tráfego, embora todo o sistema do metrô devesse ser automatizado desde sua inauguração.[160] O ex-presidente do metrô, Noel de Almeida denunciou que os equipamentos de automatização da Linha 2 foram comprados em 1979 e desapareceram na gestão dos presidentes seguintes.[161]

## Na cultura popular

### Televisão
- A cena final da telenovela Pecado Capital (1975) foi gravada no canteiro de obras da estação Carioca;[162]
- Na nova versão de Pecado Capital (1998), a cena final foi gravada na estação Cardeal Arcoverde;[162]

### Literatura
- A coletânea de narrativas Entre Linhas: Histórias do Metrô e Trem do Rio de Janeiro, de Sofia Neves (2023), mergulha nas histórias de passageiros anônimos do metrô do Rio de Janeiro. [163]
- Duas cenas do romance O grande dia, de Pierre Cormon (2024), se passam no Metrô do Rio de Janeiro